# Science-fiction féministe
 (octobre 2022).
La science-fiction féministe est un sous-genre de la science-fiction (en abrégé « SF ») axé sur des théories qui incluent des thèmes féministes, qui comprennent, sans s'y limiter, les inégalités hommes-femmes, la sexualité, la race, l'économie et la reproduction. La SF féministe est politique en raison de sa tendance à critiquer la culture dominante. Certaines des œuvres de science-fiction féministes les plus remarquables ont illustré ces thèmes en utilisant des utopies pour explorer une société dans laquelle les différences de genre ou les déséquilibres de pouvoir entre les genres n'existent pas, ou dystopies pour explorer des mondes dans lesquels les inégalités de genre sont intensifiées, affirmant ainsi un besoin de continuer un travail de réforme féministe.

## Définition
La science-fiction féministe est un sous-genre de la science-fiction (en abrégé « SF ») axé sur des théories qui incluent des thèmes féministes, y compris, mais sans s'y limiter, l'inégalité hommes-femmes, la sexualité, la race, l'économie et la reproduction. La science-fiction féministe s'étend sur des domaines plus variés que la science-fiction elle-même, puisqu'elle couvre la fantasy, les utopies et dystopies, l'horreur (comme les histoires de vampire de Anne Rice). Marleen S. Barr indique que ce que l'on décrit comme de la « SF » féministe pour ainsi dire n'en est pas véritablement de la « Sf », car elle ne se préoccupe pas de « sciences dures » mais de l'impulsion des femmes vers le pouvoir. Elle pense donc qu'il faut réinventer un terme, comme celui de littérature féministe de l'imaginaire (en anglais : Feminist fabulation).
La littérature de l’imaginaire est de facto un genre privilégié pour aborder les thèmes féministes. En effet, parce qu’elle permet des réflexions sur l’avenir, sur les possibilités de l’humanité et de la science, cette littérature permet de faire coexister toutes les idées progressives et novatrices. Ainsi, pour qu’elle soit qualifiée de « science-fiction féministe », les récits doivent porter un message politique, celui de la remise en question du paradigme homme/femme dans la société. C’est dans cette optique que le fanzine féministe américain Aurora SF publie au début des années 1990 une liste en dix « niveaux » de féminisme permettant de mesurer le contenu politique du texte. Cette graduation du message politique va du simple questionnement de la société patriarcale, au discours égalitariste entre les sexes, à la critique systématique des hommes jusqu'à la mise en place d'utopies féministes et lesbiennes.
Dans son ouvrage In the chinks of the world machine: feminism and science fiction, l'autrice écossaise Sarah LeFanu (en) distingue la « SF féministe » de la « SF féminine » dans la mesure où cette dernière, si elle a une certaine influence sur l'évolution de la science-fiction en général en refusant le sexisme et en mettant en scène des héroïnes, ne porte pas pour autant des revendications féministes.
Selon Lisa Yaszek si la science-fiction féministe distingue les autrices « féminines » de SF des autrices « féministes » de SF, les autrices féminines et féministes sont historiquement importantes pour le sous-genre féministe de la SF. En effet, les écrivaines ont accru la visibilité et les perspectives des femmes dans les traditions littéraires de la SF, tandis que les écrivaines féministes ont mis au premier plan des thèmes et des tropes politiques féministes dans leurs œuvres. Parce que les distinctions entre féminin et féministe peuvent être floues, la question de savoir si une œuvre est considérée comme féministe peut être discutable, mais il existe généralement des textes canoniques convenus, qui aident à définir le sous-genre.

## Histoire

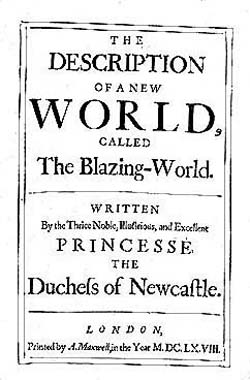
The Blazing World de Margaret Cavendish.

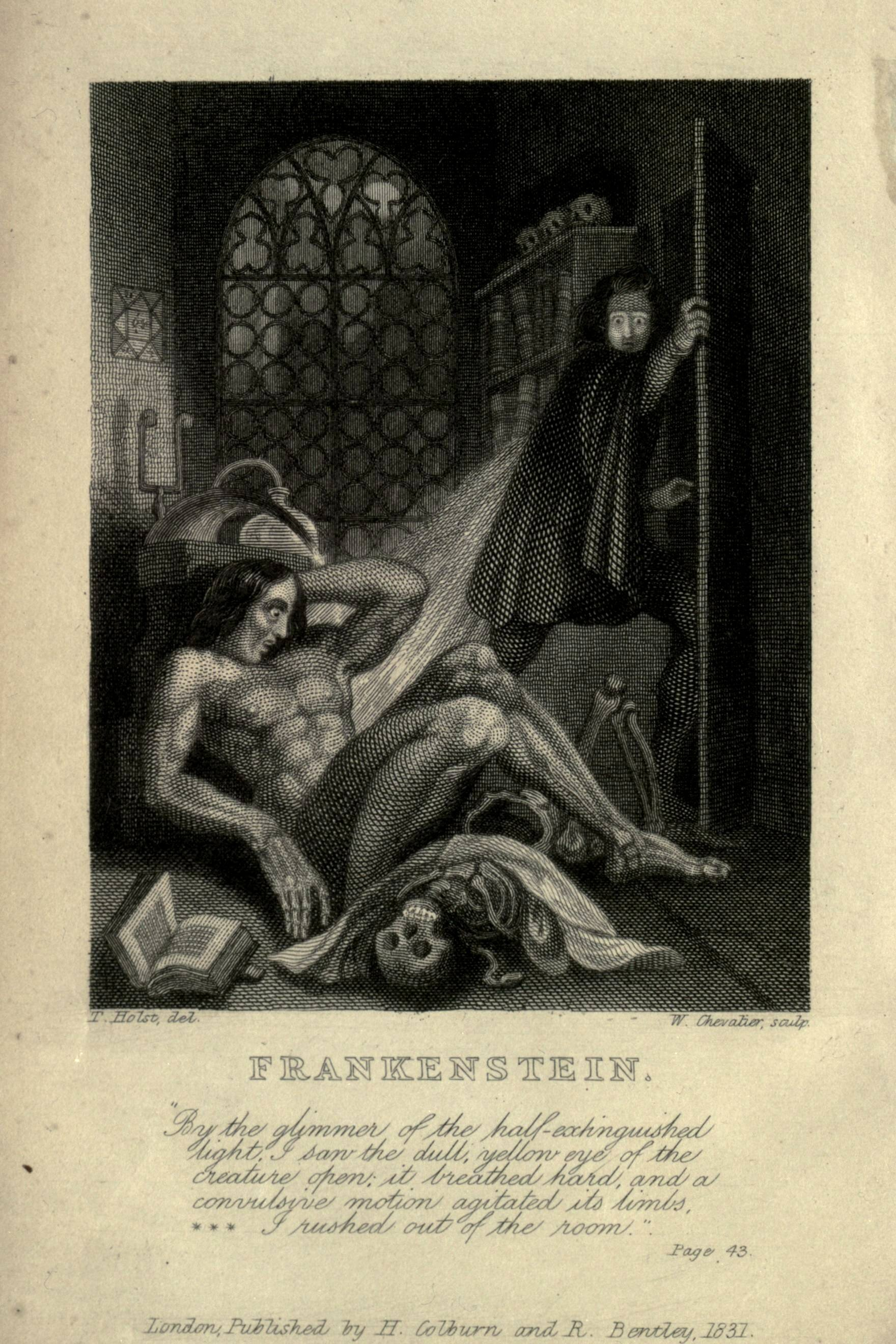
Frankenstein de Mary Shelley (1818).

### Époque moderne
En Angleterre, dès la Restauration anglaise, les auteurs féminines utilisaient des thèmes de SF et des futurs imaginés pour explorer les problèmes, les rôles et la place des femmes dans la société. Ainsi, dès 1666, Margaret Cavendish décrit dans The Blazing World un royaume utopique gouverné par une impératrice. Cette œuvre fondatrice a retenu l'attention de certaines critiques féministes littéraires, comme Dale Spender, qui la considéraient comme une précurseure du genre de la science-fiction.
Une autre des premières écrivaines de science-fiction est Mary Shelley. Son roman Frankenstein (1818) traite de la création asexuée d'une nouvelle vie et est considéré parfois comme une réinvention de l'histoire d'Adam et Ève. Il s'agit d'une critique des idées darwinistes et également une critique de l'utilisation de la science sans réflexion éthique, ainsi que de la vision du XVIIe siècle selon laquelle la science était dotée d'une certaine virilité visant à pénétrer les secrets de la nature, présentée comme autre, féminine et objectifiée,,,,. Le livre ouvre la voie à de futures explorations du thème du cyborg par la science-fiction féministe, et exerce une influence durable. 
En France, le roman de l'écrivaine féministe Marie-Anne Robert Voyage de Milord Céton dans les sept planètes publié en 1758 est considéré comme un des premiers romans de science-fiction. Parce qu’elle refuse de négliger l’apport des femmes à la science et à la culture au seul profit des hommes, Marie-Anne Robert livre ici un récit initiatique visant à développer l’esprit critique des femmes, et in fine travaille à leur émancipation.

### Féminisme de la première vague
Les femmes écrivaines impliquées dans le mouvement de fiction utopique et dystopique de la fin du XIXe et du début du XXe siècle pourraient être considérées comme les premières auteures féministes de SF. Leurs textes, apparus lors de la première vague du mouvement féministe, abordent souvent les questions de sexisme en imaginant des mondes différents qui défiaient les attentes de genre. 
Annie Denton Cridge publie Man's Rights, or how would you like it ? en 1870, un roman de science-fiction utopique et satirique. C'est le premier roman d'utopie féministe écrit par une femme, qui décrit une société martienne dans laquelle les rôles de genre ont été inversés, et les résultats sont plutôt positifs. 

En 1881, Mizora : A Prophecy décrivait un monde réservé aux femmes avec des innovations technologiques telles que la parthénogenèse, les visiophones et la viande artificielle.

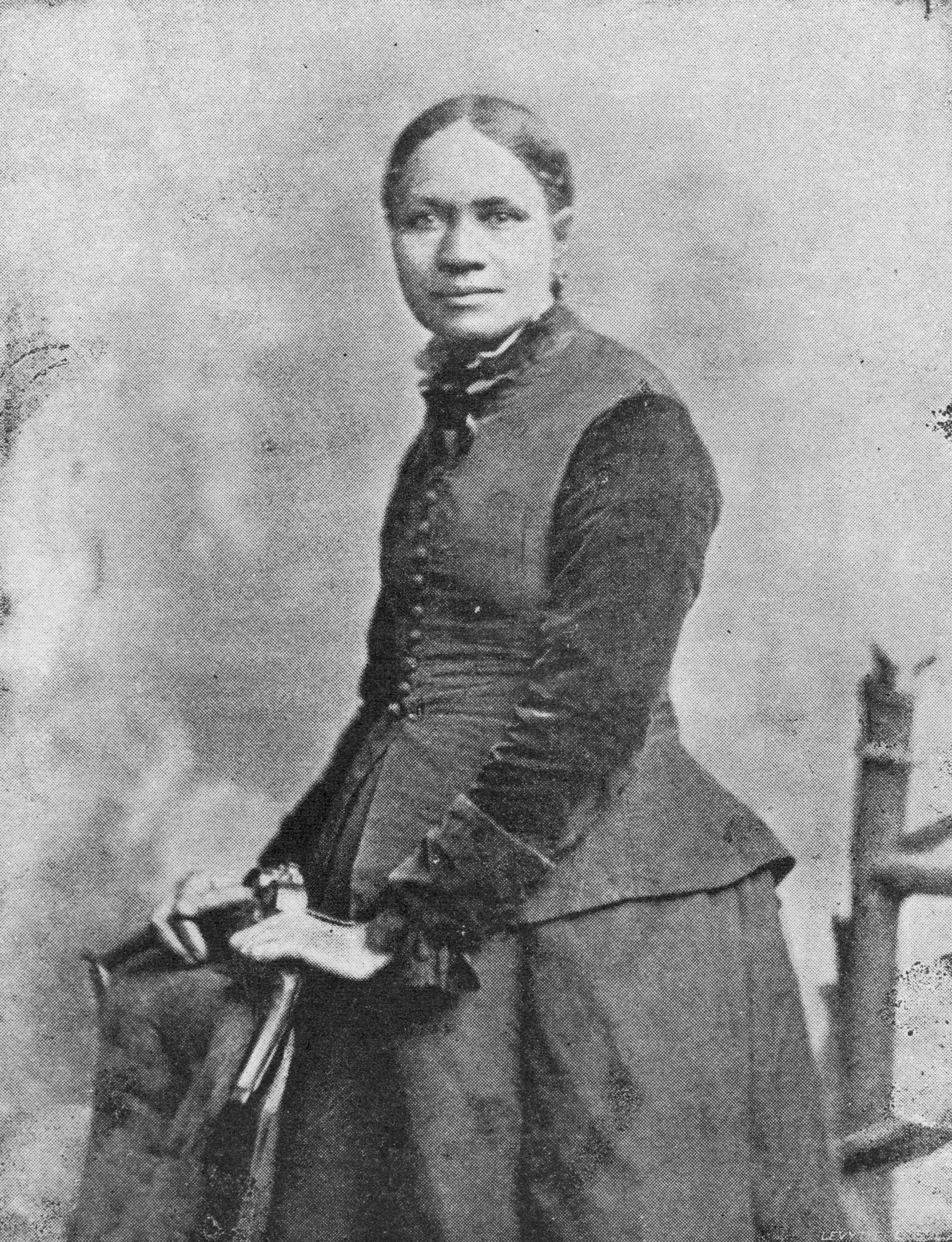
La poétesse et abolitionniste Frances Harper.

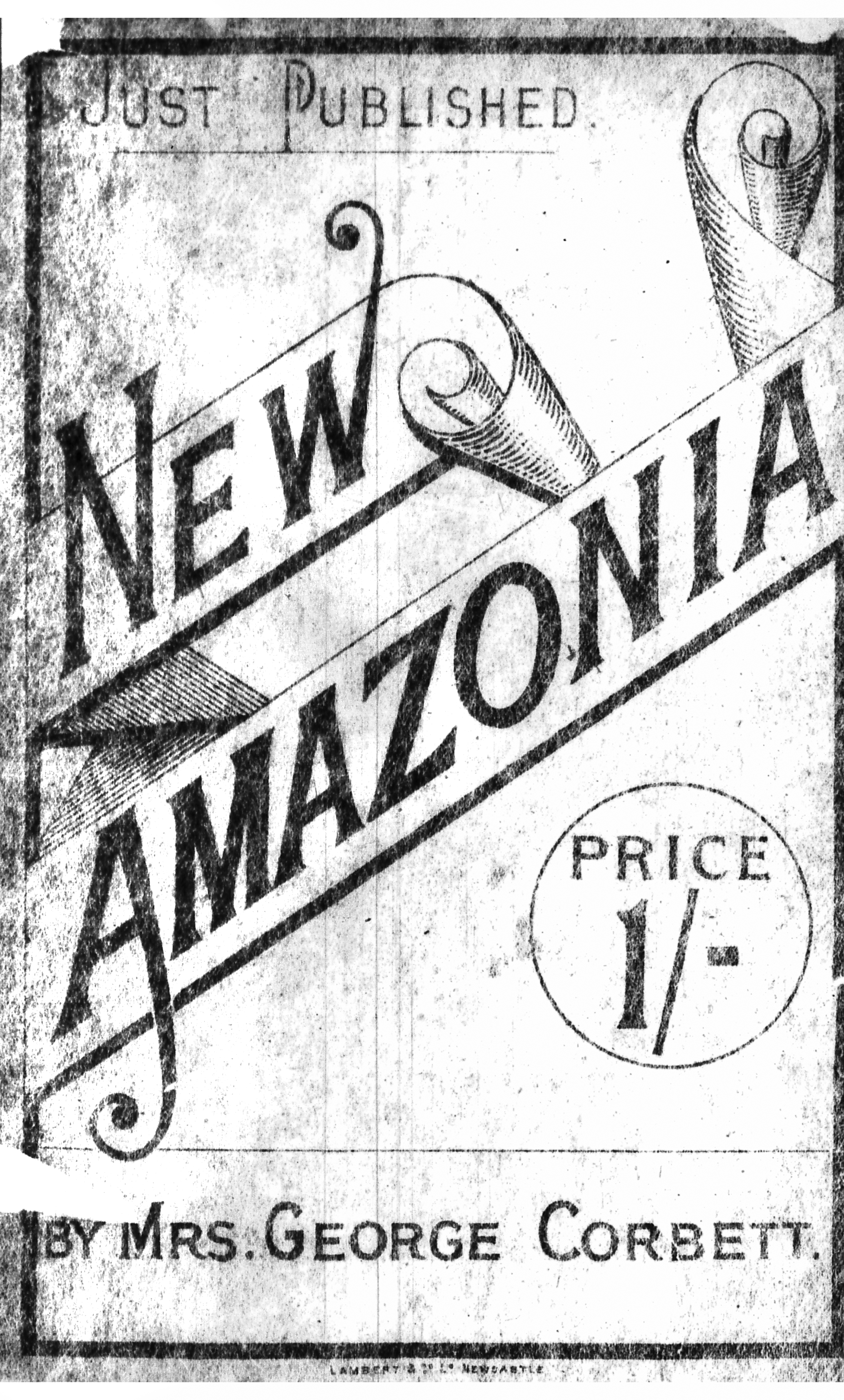
Couverture du livre de Elizabeth Burgoyne Corbett New Amazonia.

Ce texte est suivi de près par d'autres œuvres féministes utopiques, telles que New Amazonia (1889) d'Elizabeth Burgoyne Corbett. 
Bertha von Suttner publie en Das Maschinenalter entsteht (en français : L'âge des machines) en 1889 qui est considérée comme la première utopie littéraire publiée par une autrice de langue allemande. Elle utilise le pseudonyme de « Jemand » qui signifie « quelqu'un » en français. Dans cet ouvrage elle aborde le thème de la rétrospective du futur vers le présent. Elle met en scène un historien donnant des conférences européennes, cet historien étant considéré comme un « homme complet », qui a réuni les caractéristiques féminines et masculines de l'humanité, et se sert de son expertise pour critiquer d'un point de vue féministe la place des femmes dans la société du XIXe siècle. 
En 1892, la poétesse et abolitionniste Frances Harper publie Iola Leroy, l'un des premiers romans d'une femme africaine-américaine. Situé pendant l'Antebellum South, il suit la vie d'une femme métisse d'ascendance principalement blanche et enregistre les espoirs de nombreux Africaines-Américaines pour l'égalité sociale — de race et de sexe — pendant la reconstruction. Unveiling a Parallel (1893) met en scène un protagoniste masculin qui emmène un « avion » vers Mars, visitant deux sociétés « martiennes » différentes ; dans les deux cas, il y a égalité entre hommes et femmes. Dans l'un, Paleveria, les femmes ont adopté les caractéristiques négatives des hommes ; à Caskia, l'autre, l'égalité des sexes « a rendu les deux sexes gentils, aimants et généreux ». Deux populistes américains, AO Grigsby et Mary P. Lowe, ont publié NEQUA or The Problem of the Ages (1900), qui explore les questions des normes de genre et postule une inégalité structurelle entre hommes et femmes. Ce roman redécouvert présente les conventions féministes familières de la SF : une narratrice héroïne qui se fait passer pour un homme, l'exploration des mœurs sexistes et la description d'une future société de terre creuse (comme Mizora) où la femme est l'égale de l'homme.

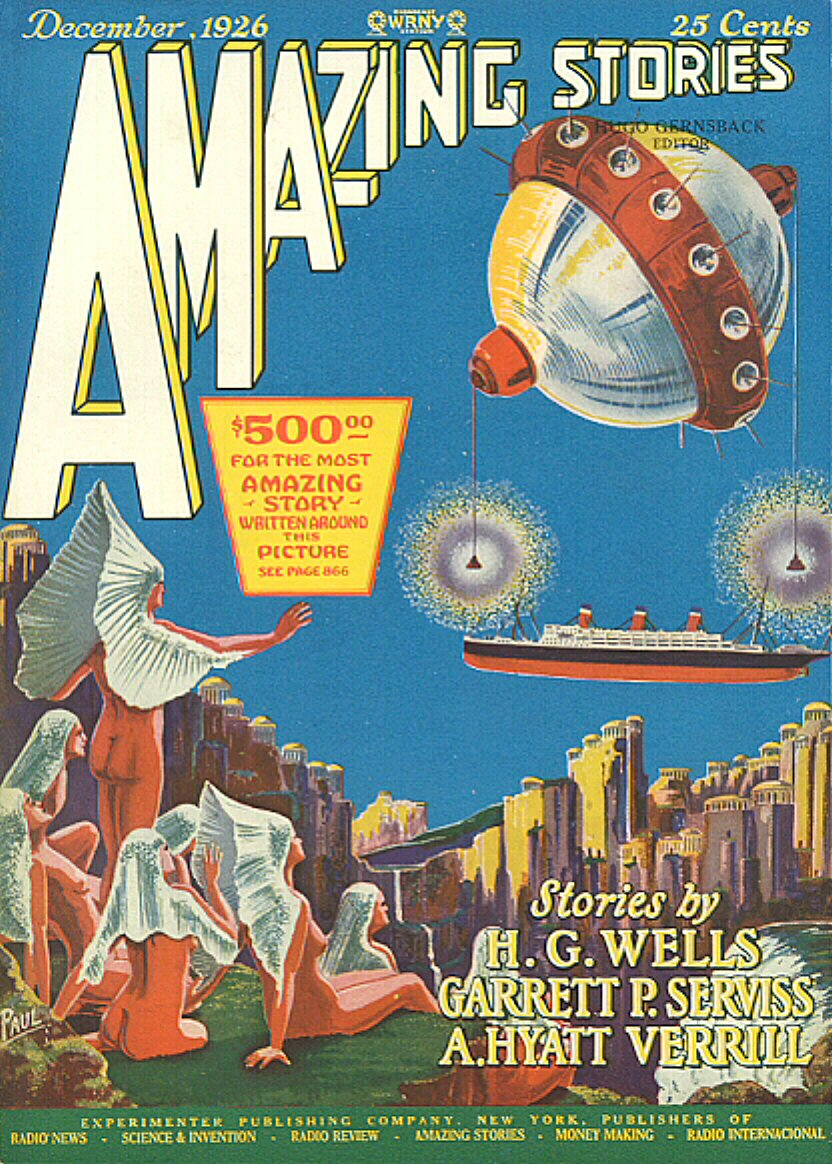
La couverture d'Amazing Stories de décembre 1926 que décrit la nouvelle de Clare Wikiger Harris The Fate of the Poseidonia.

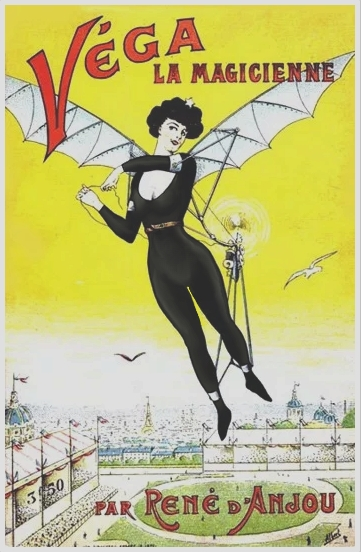
Véga la magicienne de Renée d'Anjou, publié en 1909.

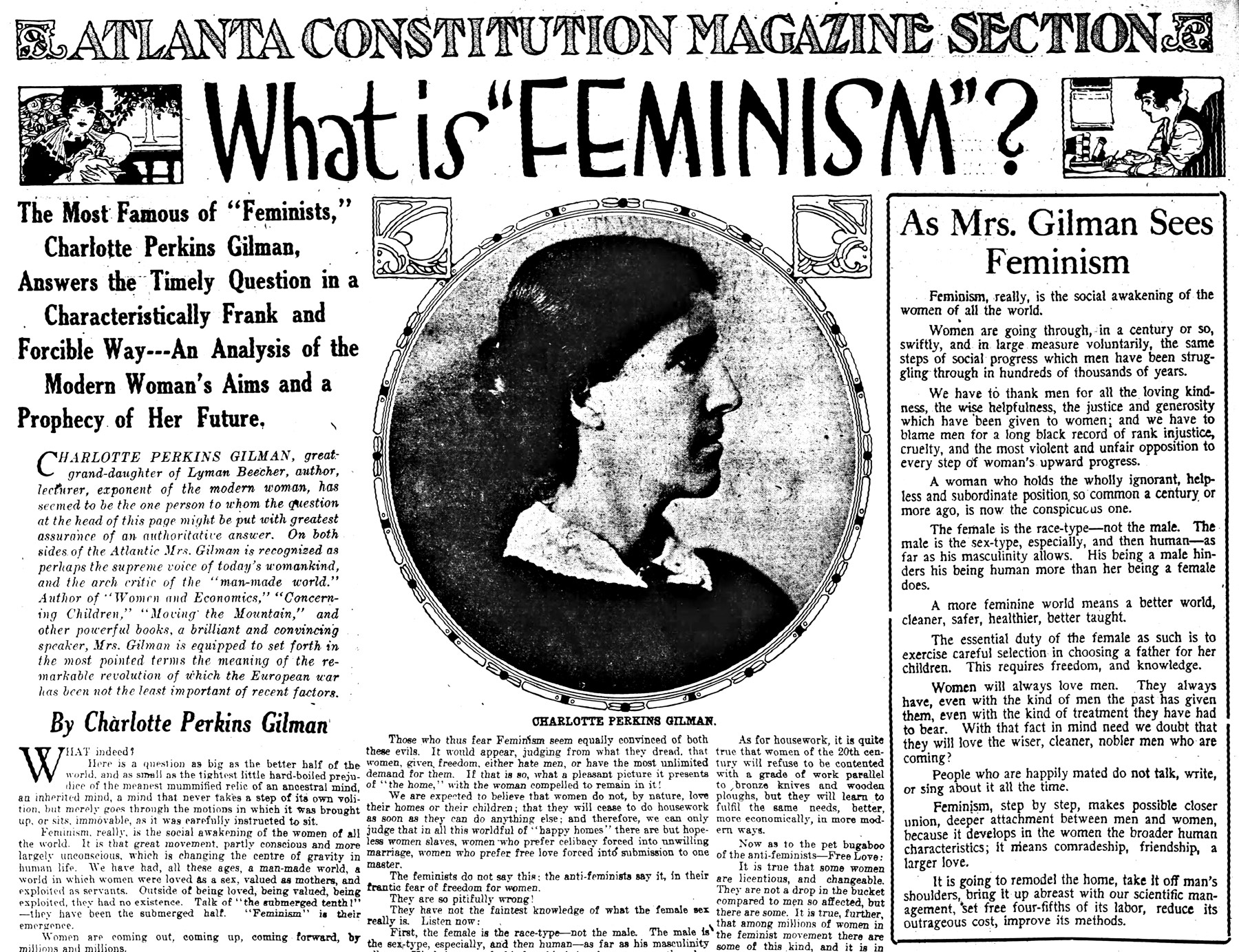
Article de Charlotte Perkins Gilman et photo de 1916.

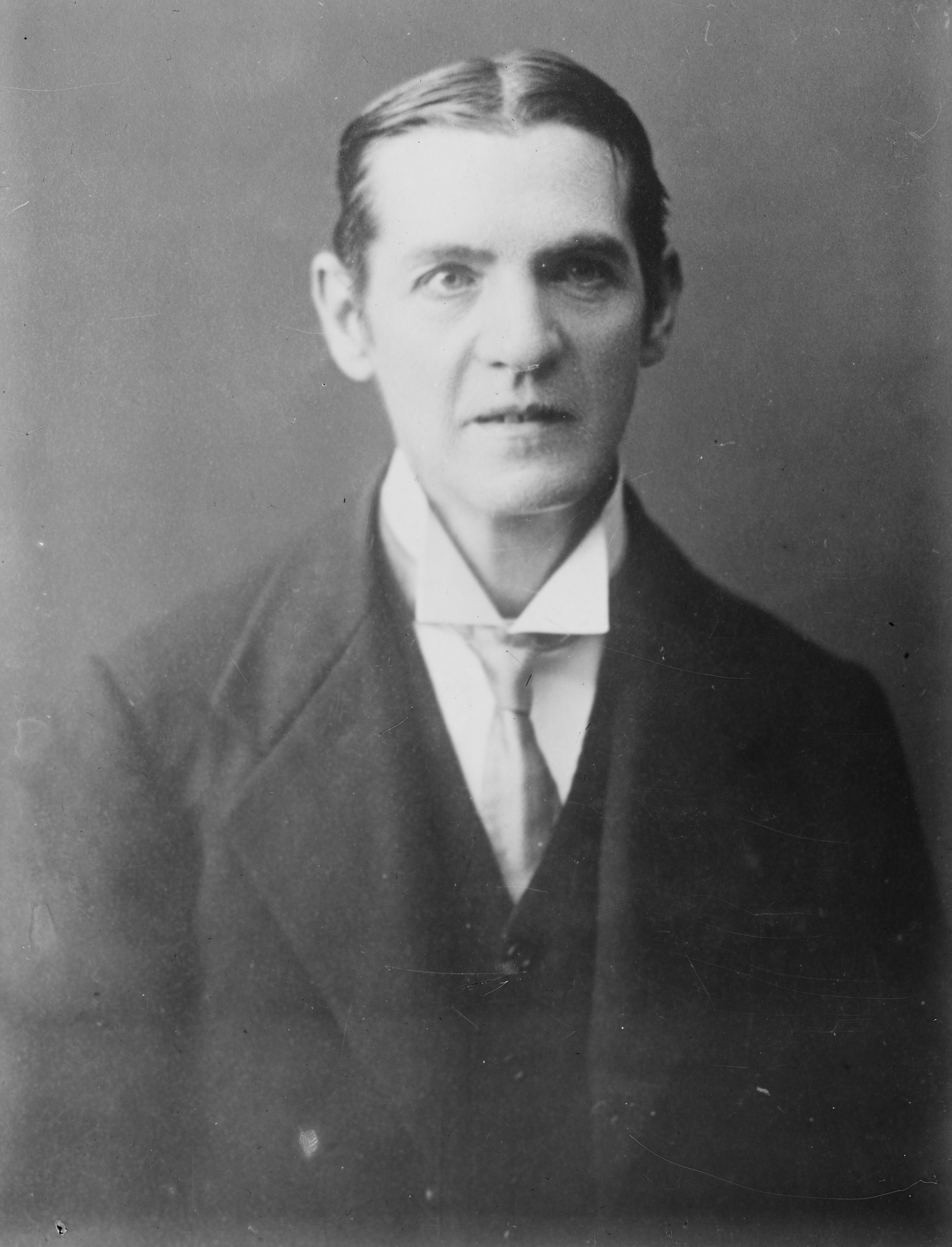
Irene Clyde.

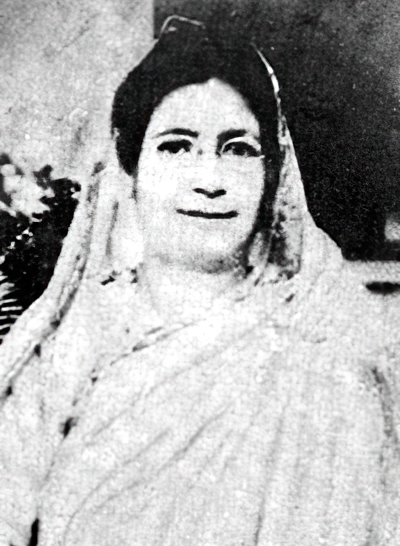
Rokeya Sakhawat Hussain.

Rêve de Sultane (1905), de la féministe musulmane de science-fiction bengalie Rokeya Sakhawat Hussain, aborde le rôle limité des femmes dans l'Inde coloniale. En décrivant un purdah inversé dans un monde technologiquement futuriste alternatif, son livre de Hussain a été décrit comme illustrant le potentiel de perspicacité culturelle par le biais d'inversions de rôles au début de la formation du sous-genre. Dans le roman utopique Beatrice the Sixteenth (1909), l'écrivaine transgenre Irene Clyde crée un monde où le genre n'est plus reconnu et l'histoire elle-même est racontée sans l'utilisation de noms sexués. Dans le même ordre d'idées, Charlotte Perkins Gilman explore et critique les attentes des femmes et des hommes en créant un monde non mixte dans Herland (1915), peut-être le plus connu des premiers romans féministes de SF et utopiques, d'abord publié sous forme de série dans le journal féministe américain appartenant à Perkins, Forerunner.
Parmi les francophones, René d'Anjou publie en 1909 L'Oiselle, alias Vega la magicienne super héroïne ailée et première des séries de super héros francophones.
Rhoda Broughton appartient aussi aux femmes du 19e siècle écrivant dans le genre de la science-fiction à succès.
Rosa Rosà (Edith von Haynau) écrit un premier texte de science-fiction féministe italienne avec Una donna con tre anime en 1918,,.

### Entre les guerres

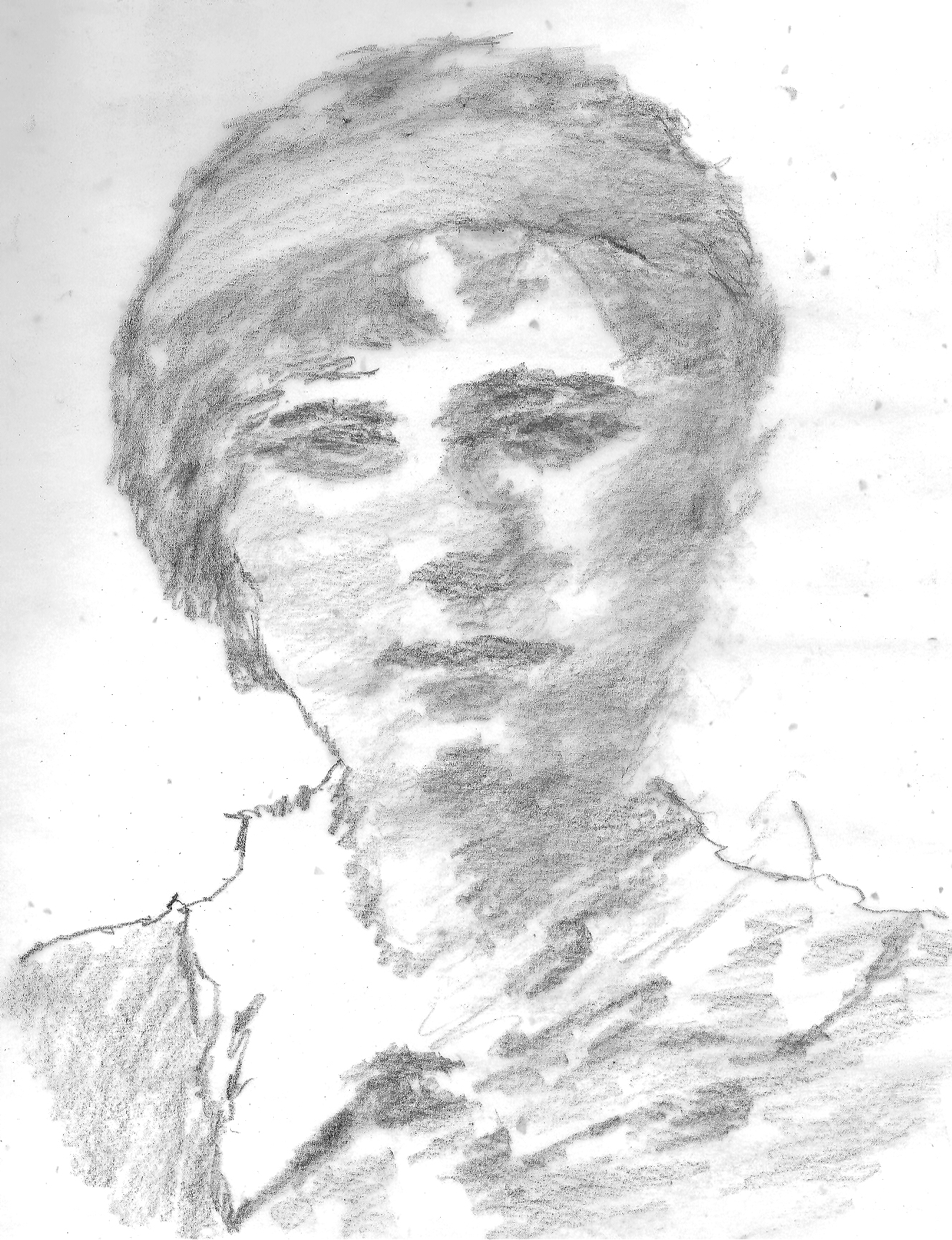
Stella Gibbons.

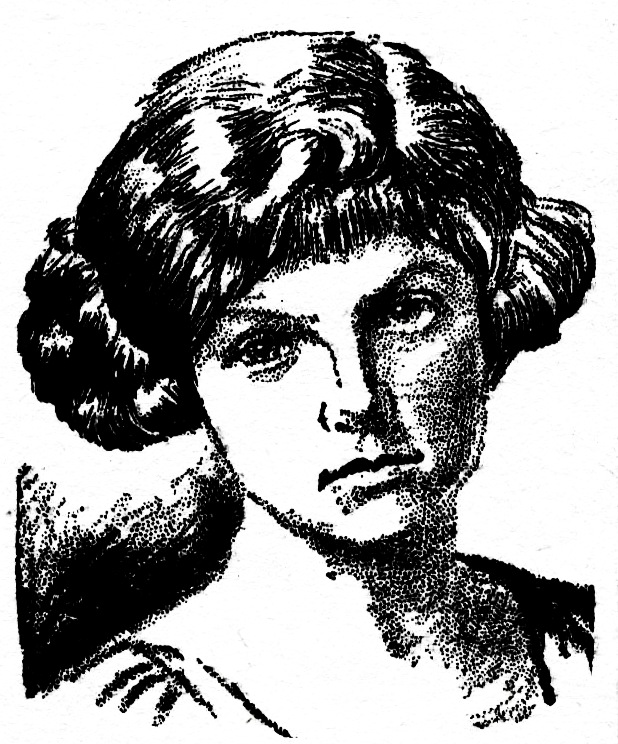
Clare Winger Harris.

Au cours des années 1920 et 1930, de nombreux magazines de science-fiction populaires ont exagéré les vues sur la masculinité et présenté des représentations de femmes perçues comme sexistes. Ces points de vue seront subtilement satirisés par Stella Gibbons dans La Ferme de cousine Judith (1932) et bien plus tard par Margaret Atwood dans Le Tueur aveugle (en) (2000). Dès 1920, cependant, des écrivaines de cette époque, telles que Clare Winger Harris avec The Runaway World (1926) et Gertrude Barrows Bennett avec Le Coffret des abîmes (Claimed, 1920), ont publié des histoires de science-fiction écrites d'un point de vue féminin et traitant parfois du genre et des sujets liés à la sexualité.

#### The Fate of the Poseidoniade Clare Winger Harris, 1927
La première nouvelle de science fiction publiée dans un magazine est The Fate of the Poseidonia écrite par Claire Winger Harris en 1927. La nouvelle est publiée par Hugo Gernsback dans le magazine pulp Amazing Stories. La nouvelle est publiée dans le cadre d'un concours de « scientifiction » comme on appelait alors la science-fiction, dans lequel 300 nouvelles sont proposées. Hugo Gernsback lance un appel au lectorat de son magazine pour ce concours, en les invitant à envoyer des textes décrivant la couverture d'Amazing stories de décembre 1926. Sur cette couverture on distingue un paquebot flottant dans l'espace. Utilisant le terme de « fans » pour décrire ses lecteurs et lectrices brouillant la frontière entre lectorat et écriture, il permet à des femmes de participer par cette ouverture pour la première fois. Les années 1920 virent l'instauration de ce qui devait plus tard devenir le « fandom ».
Clare remporte le troisième prix, ainsi que la somme de cent dollars. Dans cette nouvelle, elle aborde le thème de la télévision comme système de communication entre deux planètes, et une incursion martienne sur la terre pour voler de l'eau manquante sur Mars. En juin 1925, Charles Jenkins de réussir à transmettre une image d'Anacostia à Washington, ce qui avait été rapporté par la presse. Harris présente donc une prédiction de l'avènement de la télévision, qui ne se met en place aux États-Unis qu'en 1929. La nouvelle aborde également la question du libre choix amoureux de la protagoniste, Margareth Landon, qui choisit d'être courtisée (et finalement kidnappée) par Martell, un martien, plutôt que par Georges, un terrien qui se montre jaloux. Harris fait remonter dans sa nouvelle l'angoisse raciste de l'époque de la mixité des races avec un relent des thèses eugénistes en vogue, et celle de l'arrivée de nouveaux moyens de communication qui créent un choc. Si sa nouvelle est publiée par Hugo Gernsback en minimisant quelque peu la partie technique parce qu'elle a été écrite par une femme, Hugo Gernsback en faisant appel pour ce concours au lectorat du magazine, en utilisant le terme de « fans » permet à des femmes de participer davantage en ouvrant la possibilité d'écrire au lectorat. Les années 1920 virent l'instauration de ce qui devait plus tard devenir le « fandom ».

#### The Conquest of Gola, Leslie F Stone, 1931
The Conquest of Gola, sur le thème de l'invasion par l'espace d'une planète gouvernée par des femmes de Leslie F. Stone est la première incursion du thème du monde unigenré dans un magazine pulp. La nouvelle sort dans Wonder Stories en avril 1931. Lesli F Stone devient la première star féminine de science fiction par la suite. Stone n'est pas la première à publier dans un magazine pulp : Helen Weinbaum, Amanda Reynolds L. Taylor Hansen et Claire Winger Harris l'ont fait, mais seule C.L. Moore acquerra comme Stone un statut de star de la science fiction avec des nouvelles comme Shambleau et la création de personnages comme Jirel de Joiry. La redécouverte du rôle des femmes dans la pulp fiction a été brouillée par le fait que nombres d'autrices utilisaient des pseudonymes et des lettres en lieu et place de leur identité réelle pour se faire publier sans dévoiler leur genre, en raison des biais sexistes dans la sélection. Leslie F. Stone avait un prénom qui pouvait s'interpréter au masculin, et l'adjonction de la lettre « L » tout comme son apparence androgyne renforçait cet aspect. Dans l'univers des magazine pulp, les pratiques issues du jazz, où les lecteurs-écrivains reprenaient et développaient un aspect d'une nouvelle précédemment publiées fonctionnaient comme un espace collaboratif préfigurant les forums d'internet. Leslie Feinberg joua un rôle dans cet univers en participant activement au développement de plusieurs tropes SF présents dans cette nouvelle : un monde inversé homme/femme, les possibilités offertes par la télépathie, l'invasion par des aliens et une romance planétaire.
Avec la dépiction d'une société matriarcale repoussant les attaques d'hommes venus de l'espace en les considérant comme inférieurs, Stone se situe dans la lignée des tropes de SF féministes introduisent des mondes unigenrés et des rôles sociaux entre hommes et femmes inversés, qui parcourt le genre d'Annie Denton Cridge, Charlotte Perkins Gilman à Joanna Russ et James Tiptree Jr et qui rend son approche résolument féministe. Joanna Russ a évoqué plus tard ce trope sous le terme de Amor Vincit Feminaem : The Battle of the Sexes in Science Fiction.

#### The Venus Adventure(Wonder Stories, 1932)
John Wyndham, écrivant sous son ancien pseudonyme de John Beynon Harris, était un des rares écrivains à inclure des rôles féminins dans des histoires telles que The Venus Adventure (Wonder Stories, 1932), dans laquelle un équipage mixte se rend sur Vénus. L'histoire s'ouvre dans un futur où les femmes ne sont plus asservies par la grossesse et l'accouchement grâce à des incubateurs artificiels, auxquels s'oppose une minorité religieuse. Les femmes ont utilisé cette liberté pour accéder à des professions telles que la chimie. La perspective adoptée par Wyndham est si rare que dans une sérialisation de son roman Stowaway to Mars, un éditeur de magazine a « corrigé » le nom du personnage central Joan en John. Wyndham a alors dû écrire un nouvel épisode final pour remplacer la conclusion dans laquelle Joan est tombée amoureuse et est tombée enceinte.

### Après la Seconde Guerre mondiale

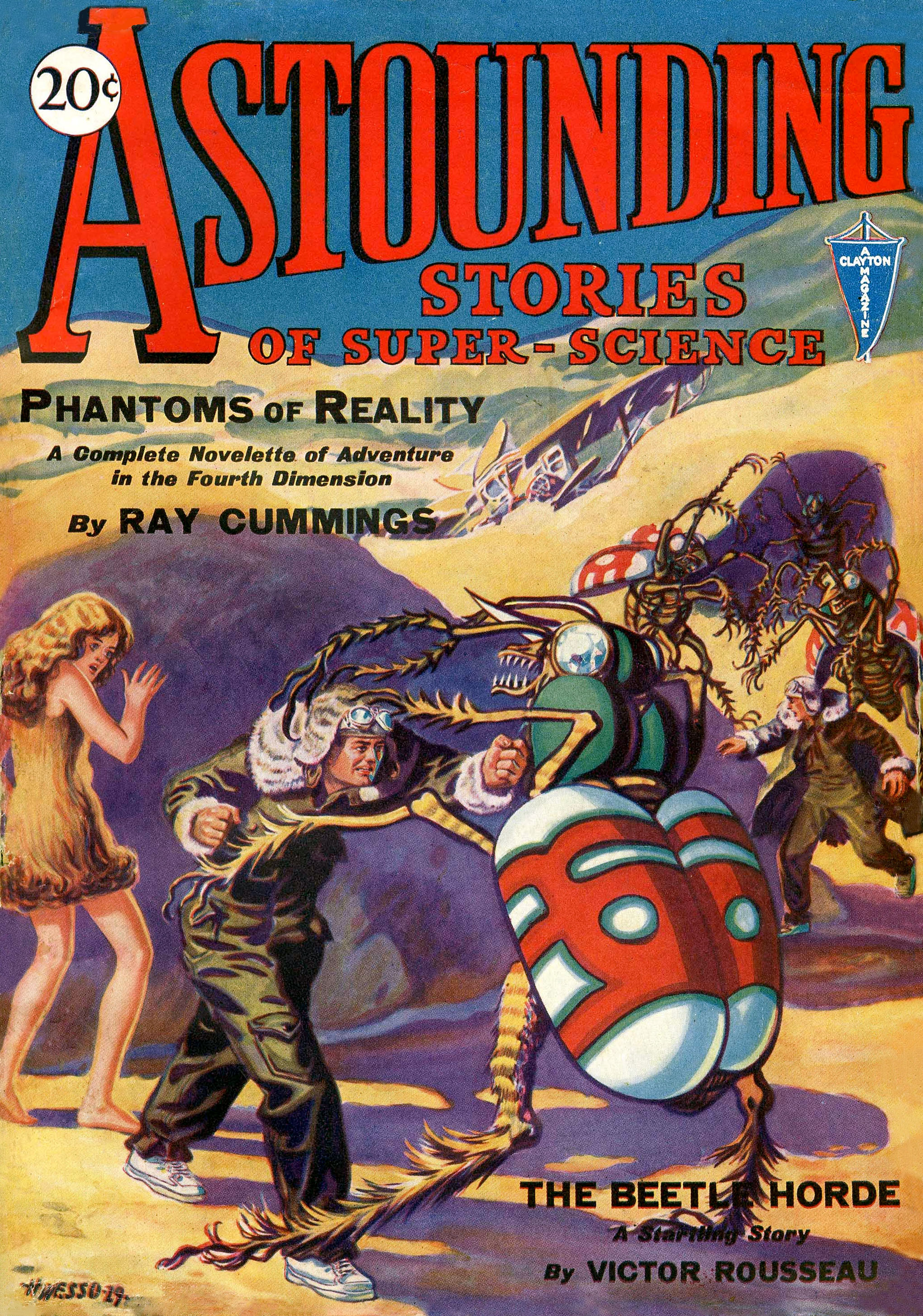
Le journal Astounding était ouverts aux autrices de Femspec.

La période post seconde guerre mondiale et la guerre froide sont une période charnière et souvent négligée dans l'histoire féministe de la SF et marquent aussi les débuts de ce que l'on nomme l'âge d'or de la science-fiction. Pendant ce temps, les autrices féminines ont utilisé le genre SF pour évaluer de manière critique les évolutions rapides du paysage social, culturel et technologique. Les autrices de SF de l'après-guerre et de la guerre froide s'engagent directement dans l'exploration des impacts de la science et de la technologie sur les femmes et leurs familles, ce qui était des thèmes centraux pour le public dans les années 1950 et 1960. Ces autrices de SF sont souvent publiées dans des magazines de SF tels que The Avalonian, Astounding, The Magazine of Fantasy and Science Fiction, et Galaxy, qui étaient ouverts à de nouvelles histoires et à des autrices qui ont repoussé les limites de la forme et du contenu de la SF.

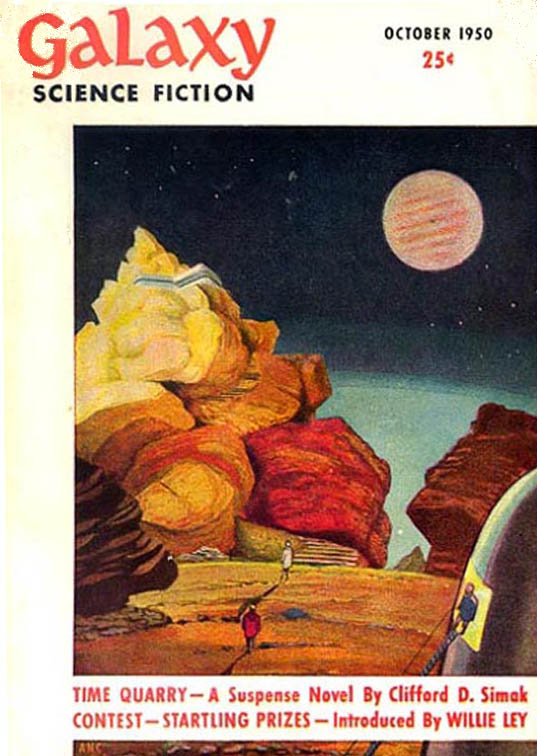
Couverture du premier numéro de Galaxy en 1950 de David Stone.

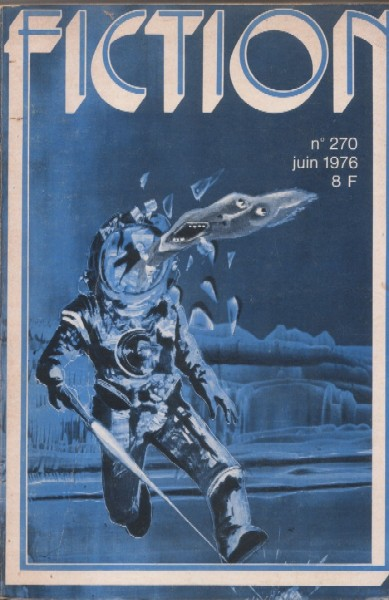
The Magazine of Fantasy and Science Fiction.

Au début de la guerre froide, les restructurations économiques, les avancées technologiques, les nouvelles technologies domestiques (machines à laver, appareils électriques), l'accroissement de la mobilité économique d'une classe moyenne émergente et l'accent mis sur les pratiques de consommation a créé une nouvelle sphère domestique technologique où les femmes ont été circonscrites à une nouvelle description de poste — la femme au foyer professionnelle,. Les histoires de SF féministes publiées ont été racontées du point de vue de femmes (personnages et autrices) qui s'identifiaient souvent aux rôles traditionnels de femmes au foyer, un acte subversif à bien des égards compte tenu de la nature traditionnellement centrée sur les hommes du genre et de la société de SF à cette époque. Parmi ces histoires, Created he Them de Alice Eleanor Jones publié en 1955 dans The magazine of fantasy and science fiction explore le quotidien domestique d'une femme dans une ère future et post apocalyptique est typique d'un genre nouveau qui émerge et est appelée House wife Heroine Science fiction (« la femme au foyer comme héroine de science fiction ») dans une ère qui encourage la science fiction à ne pas se cantonner à des analyses scientifiques mais à explorer des interrogations sociales et politiques
Sarah LeFanu (en) évoque le cas de la nouvelle de Pamela Zoline (en) The Heath Death of the Universe publiée en 1967 dans le magazine New Worlds qui décrit le combat quotidien de Sarah Boyle, une femme au foyer qui lutte pour maintenir l'ordre, avec des moments où elle imagine le chaos reprenant le dessus. Ses enfants sont décrits comme The two often disappointing vegetables of one's womb (« Les légumes si souvent décevant de son propre ventre »). À la fin de la nouvelle, la notion de la femme au foyer comme élément stable est déconstruite et en même temps est déconstruite la notion de l'inéligibilité d'un tel sujet pour la science-fiction. Les nouvelles de Zoline invoquent la fragmentation des éléments constitutifs de la vie des femmes.
Dans Galactic Suburbia, l'autrice Lisa Yaszek récupère de nombreuses femmes autrices de SF de l'après-guerre telles que Judith Merril, autrice de Seule une mère… (1948), Daughters of Earth (1952), Project Nursemaid (1955 ), The Lady Was a Tramp (1957) ; Alice Eleanor Jones, autrice de Life, Incorporated (1955), The Happy Clown (1955), Recrutement Officer (1955) ; et Shirley Jackson, autrice de Journée de bienfaisance (One Ordinary Day, with Peanuts, 1955) et Les Présages (The Ome, 1958). Ces autrices ont souvent brouillé les frontières entre la fiction féministe de SF et la fiction féministe spéculative, mais leur travail a jeté des bases substantielles pour que les auteurs de SF féministes de la deuxième vague s'engagent directement dans le projet féministe. « En termes simples, les femmes se sont tournées vers la SF dans les années 1940, 1950 et 1960 parce que cela leur offrait un public croissant pour la fiction à la fois socialement engagée et esthétiquement innovante. » :22
Parmi les autrices emblématiques de cette période figurent aussi : Rosel George Brown, Leslie Perri (en), Wilmar H. Shiras, Katherine Maclean, Margaret St. Clair, Zenna Henderson, Andrew North, Mildred Clingerman (en), Leigh Brackett et Carol Emshwiller.
Le Mur invisible (1963) de l'autrichienne Marlen Haushofer propose une fable plus réaliste : une femme isolée du reste du monde (mort) par un mur invisible.

### Le féminisme de la seconde vague

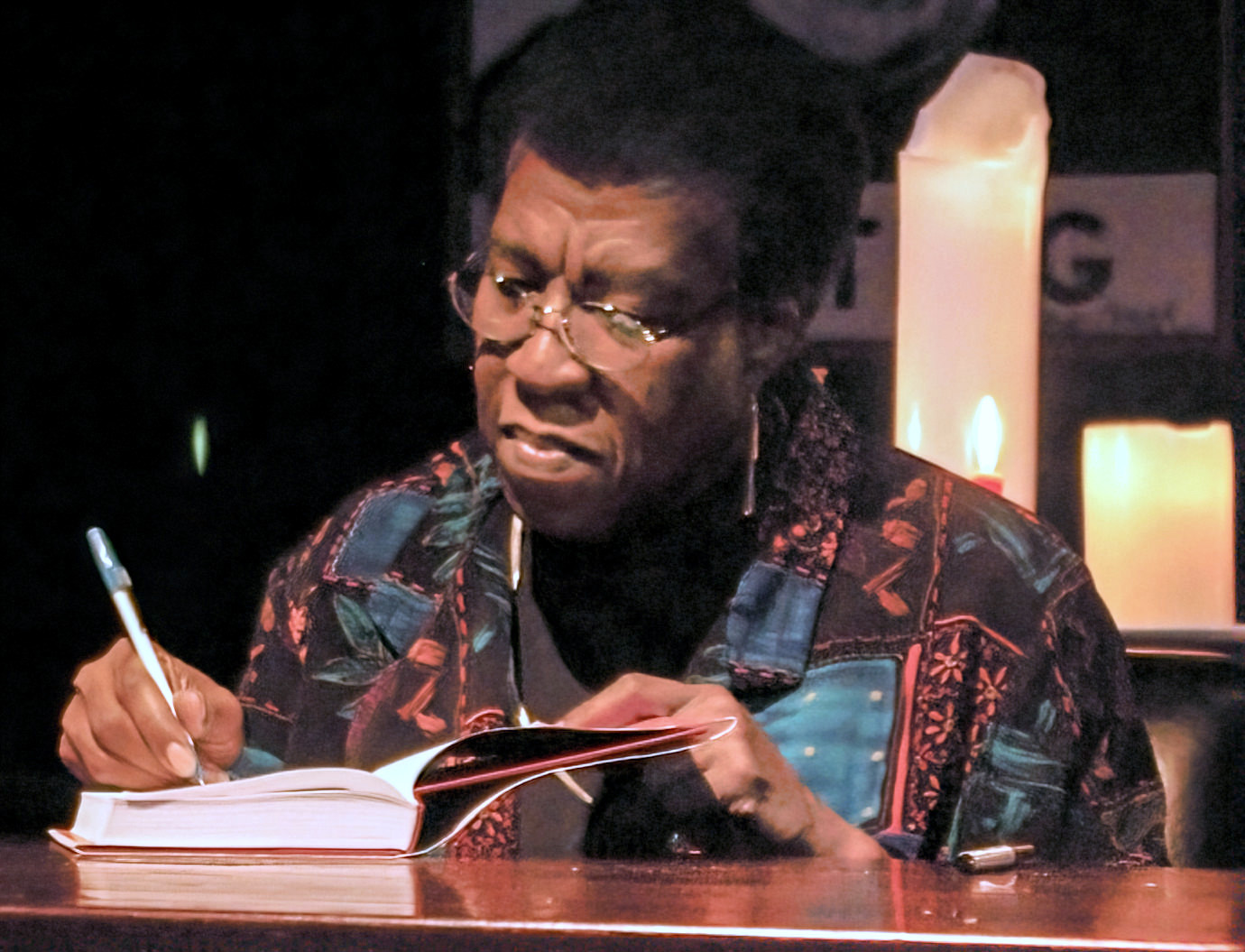
Octavia Butler.

Ursula K. Le Guin.

Dans les années 1960, la science-fiction combinait le sensationnalisme avec les critiques politiques et technologiques de la société. Avec l'avènement du féminisme de la deuxième vague, les rôles des femmes ont été remis en question dans ce « genre subversif et en expansion mentale ». 
Trois textes notables de cette période sont La Main gauche de la nuit (1969) d'Ursula K. Le Guin, Une femme au bord du temps (1976) de Marge Piercy et L'Autre Moitié de l'homme (1970) de Joanna Russ. Chacun met en évidence ce que les autrices croient être les aspects socialement construits des rôles de genre en créant des mondes avec des sociétés sans genre. Deux de ces auteures ont été des pionnières de la critique féministe de la science-fiction dans les années 1960 et 1970 à travers des essais recueillis dans Le Langage de la nuit (Le Guin, 1979) et How To Suppress Women's Writing (Russ, 1983). À noter également, Un raccourci dans le temps (1962) de Madeleine L'Engle, écrit pour les enfants et les adolescents, qui met en scène une fille de 13 ans, Meg Murry, dont la mère, Mrs. Murry, est une scientifique diplômée en biologie et en bactériologie. Le roman de L'Engle est résolument un roman de science-fiction, féministe et profondément chrétien, et le premier de sa série, The Time Quintet. Les aventures de Meg vers d'autres planètes, galaxies et dimensions sont facilitées dans Wrinkle par trois êtres anciens, Mme Quoi, Mme Qui et Mme Qui qui « tesseractent » pour parcourir de vastes distances. Un raccourci dans le temps a reçu la médaille Newbery en 1963 et n'a jamais été épuisé.
Les hommes ont également contribué à la littérature de science-fiction féministe. De toute évidence, la nouvelle de Samuel R. Delany, Le Temps considéré comme une hélice de pierres semi-précieuses (1968), qui a remporté le prix Hugo de la meilleure nouvelle courte 1970, suit la vie d'un homme gay et comprend des thèmes impliquant sadomasochisme, genre, signification du langage, et où la haute et la basse société se rencontrent, tandis que son roman Babel 17 campe une femme autiste de couleur comme principale héroïne et protagoniste. 
L'Euguélionne de Louky Bersianik, publié en 1976, est considéré comme le premier grand roman québécois d'inspiration féministe. Il raconte le voyage d'une extraterrestre géante qui observe et commente la vie des femmes sur Terre et offre une importante réflexion sur le sexisme de la langue française et les moyens de le dépasser,,.
Liens de sang d'Octavia E. Butler (1979) raconte l'histoire d'une femme africaine-américaine vivant aux États-Unis en 1979 qui voyage de manière incontrôlable dans le temps vers le sud d'avant-guerre. Le roman pose des questions compliquées sur la nature de la sexualité, du genre et de la race lorsque le présent fait face au passé. La trilogie Xenogenesis dont la publication démarre en 1987 avec L'Aube (Dawn).
En 1977 Françoise d'Eaubonne publie Les bergères de l'Apocalypse, entre épopée et science-fiction,.
Pamela Sargeant publie en 1975 une toute première anthologie des pionnières de la science-fiction féministe, rassemblant des textes de femmes écrivant à propos de femmes, Merveilles de femmes (titre original en anglais : « Women of Wonder: Science-fiction Stories by Women about Women »). L'ouvrage est constitué de douze nouvelles et d'un poème. La collection réimprime des œuvres d'autrices de science-fiction publiées à l'origine entre 1948 et 1973, classées par ordre chronologique.

### À partir des années 1980

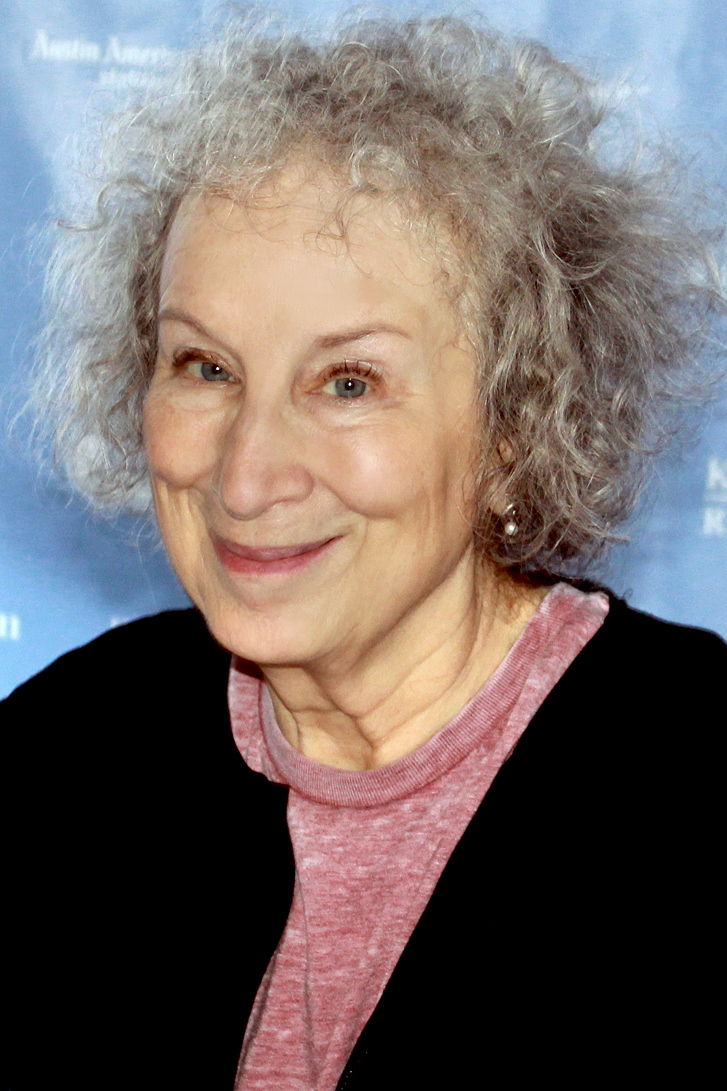
Margaret Atwood en 2015.

La science-fiction féministe se poursuit dans les années 1980 avec le roman de Margaret Atwood La Servante écarlate (1985), un conte dystopique d'une société théocratique dans laquelle les femmes ont été systématiquement dépouillées de toute liberté. Le livre est motivé par la crainte d'effets rétrogrades potentiels sur les droits des femmes. Sheri S. Tepper est surtout connue pour sa série The True Game (en), qui explore « les terres du vrai jeu », une partie d'une planète explorée par l'humanité quelque part dans le futur. En novembre 2015, elle a reçu le prix World Fantasy pour l'ensemble de sa carrière pour cette série,. Tepper a écrit sous plusieurs pseudonymes, dont AJ Orde, EE Horlak et BJ Oliphant. Carol Emshwiller est une autre autrice féministe de SF dont les œuvres les plus connues sont Carmen Dog (1988), La Monture (2002) et Mister Boots (2005). Emshwiller écrivait également de la SF pour The Magazine of Fantasy & Science Fiction depuis 1974. Elle a remporté le prix World Fantasy 2005 pour l'ensemble de sa carrière. Ce roman explore la mentalité proie/prédateur à travers une race extraterrestre. Une autre autrice des années 1980, Pamela Sargent a écrit les Seed Series, qui comprenait Earthseed (en), Farseed et Seed Seeker (1983–2010), la série Vénus sur la terraformation de Vénus, qui comprend Vénus des rêves (Venus of Dreams), Vénus des ombres (Venus of Shadows) et Child of Venus (1986–2001) et Le Rivage des femmes (The Shore of Women, 1986). Sargent est également la lauréate 2012 du prix Pilgrim pour ses contributions de toute une vie aux études SF/F. Lois McMaster Bujold a remporté à la fois le prix Hugo et le prix Nebula pour son roman court Les Montagnes du deuil, qui fait partie de sa série Saga Vorkosigan (1986-2012). Cette saga comprend des points de vue d'un certain nombre de personnages minoritaires, et est également très préoccupée par l'éthique médicale, l'identité et la reproduction sexuée.

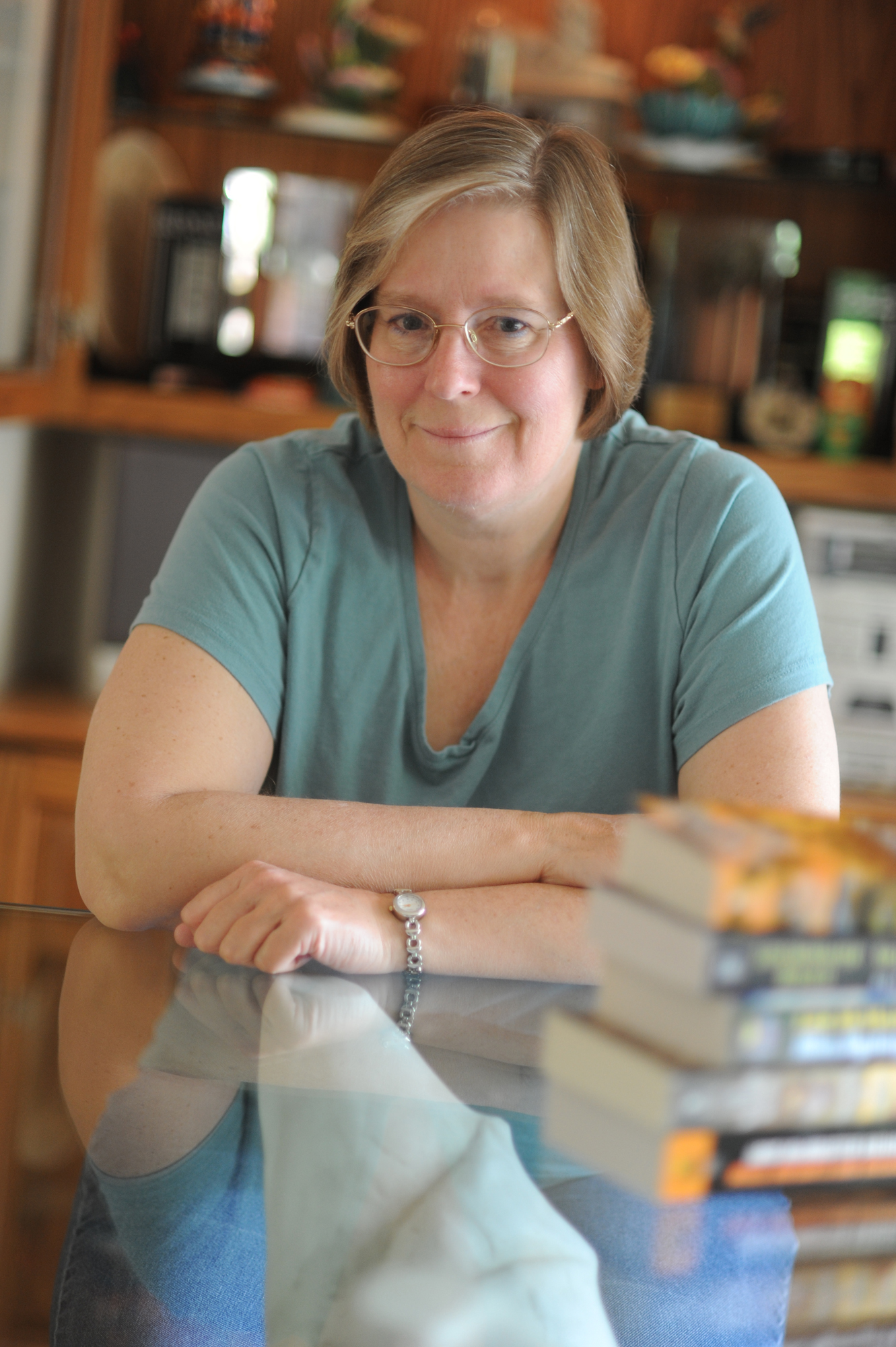
Lois McMaster Bujold.

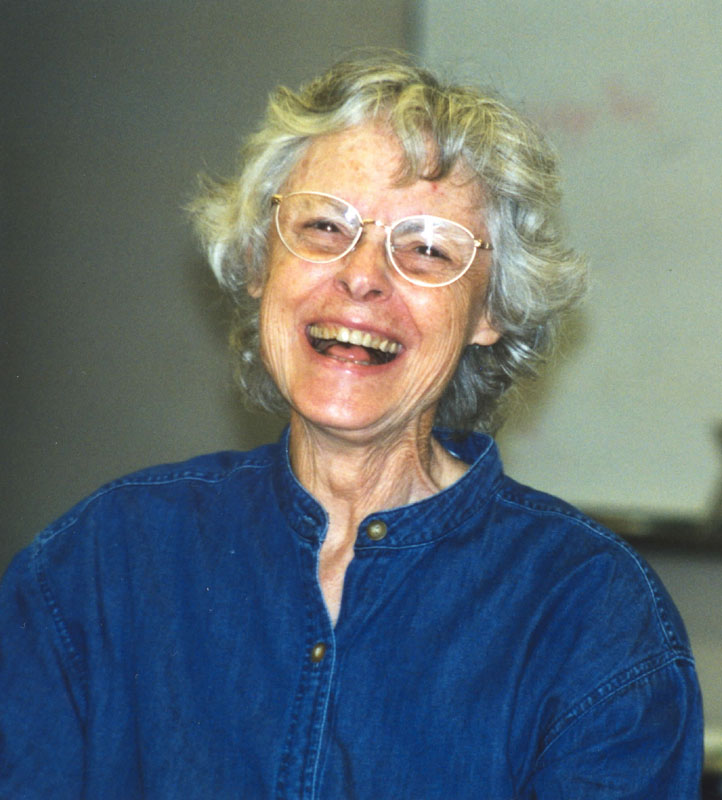
Carol Emshwiller.

Des autrices de science-fiction plus récentes mettent en lumière ce qu'elles considèrent comme des injustices encore répandues. Au moment des émeutes de Los Angeles, l'œuvre de l'écrivaine japonaise-américaine Cynthia Kadohata In the Heart of the Valley of Love (en) (1992) est publiée. L'histoire, qui se déroule en 2052, examine les tensions entre deux groupes définis comme les « nantis » et les « démunis » et est écrite comme vue à travers les yeux d'une jeune fille de dix-neuf ans d'origine asiatique et africaine. Falling in Love With Hominids (en) (2015) de Nalo Hopkinson est un recueil de ses nouvelles dont les sujets vont de la fantasy historique impliquant le colonialisme dans les Caraïbes, à la manipulation de l'âge, à la diversité ethnique au pays des fées, entre autres.

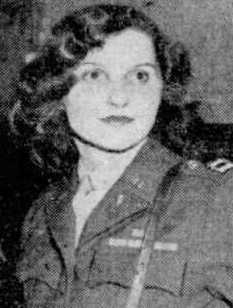
James Tiptree, Jr aka Alice Sheldon.

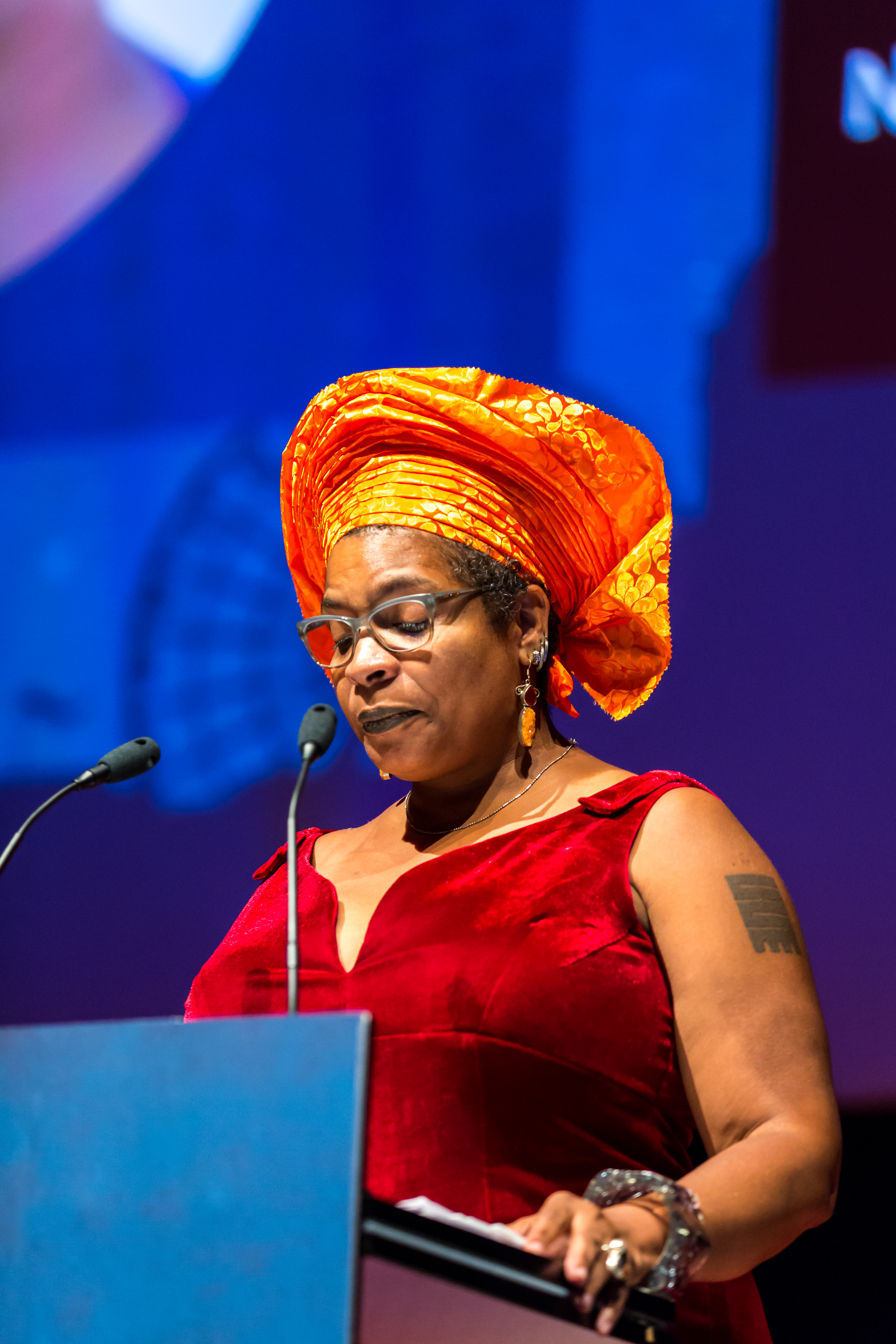
Nalo Hopkinson à la cérémonie du prix Hugo en 2017 (Worldcon à Helsinki).

Au début des années 1990, un nouveau prix pour les autrices féministes de SF est créé. Le prix James Tiptree, Jr. est un prix littéraire annuel pour les œuvres de science-fiction ou de fantasy qui élargissent ou explorent la compréhension du genre (Alice Sheldon était une écrivaine qui a publié de la science-fiction sous le nom de plume Tiptree). Les auteurs de science-fiction Pat Murphy et Karen Joy Fowler ont lancé cette idée au cours d'une discussion ultérieure au WisCon en février 1991. Les publications des autrices dans la SF féministe après 1991 étaient désormais éligibles à un prix nommé d'après l'une de leurs autrices bien-aimées du genre. Karen Joy Fowler elle-même est considérée comme une écrivaine féministe de SF pour ses nouvelles, telles que What I Didn't See, pour lesquelles elle a reçu le prix Nebula de la meilleure nouvelle courte 2003. Cette histoire est un hommage à Sheldon et décrit une expédition de chasse aux gorilles en Afrique (Sheldon ayant voyagé longuement avec ses parents en Afrique durant son enfance). Pat Murphy a également remporté plusieurs prix pour ses romans féministes de SF, dont son deuxième roman La Cité des ombres (1986), un récit de conflits personnels et d'expériences visionnaires se déroulant lors d'une étude archéologique sur le terrain pour laquelle elle a remporté le prix Nebula du meilleur roman 1987. Elle a également remporté le prix Nebula de la meilleure nouvelle longue la même année pour Rachel amoureuse (en). Son recueil de nouvelles, Points of Departure (1990) a remporté le prix Philip-K.-Dick, et sa nouvelle de 1990 Bones a remporté le prix World Fantasy du meilleur roman court 1991.
Parmi les autres lauréats du prix James Tiptree, Jr. figurent Le Moineau de Dieu de Mary Doria Russell (1996), Black Wine de Candas Jane Dorsey (1997), Redwood and Wildfire (en) d'Andrea Hairston (2011), Sœurs dans la guerre de Sarah Hall (2007), Ammonite de Nicola Griffith (1993) et The Conqueror's Child de Suzy McKee Charnas (1999). Toutes ces autrices ont eu un impact important sur le monde de la SF en ajoutant une perspective féministe au genre traditionnellement masculin.
La nouvelle de science-fiction d'Eileen Gunn Coming to Terms a reçu le prix Nebula de la meilleure nouvelle courte 2004 aux États-Unis et le prix Sense of Gender 2007 au Japon, et a été nommée deux fois pour le prix Hugo, prix Philip-K.-Dick et prix World Fantasy, et présélectionnée pour le prix James Tiptree, Jr.. Son anthologie de nouvelles la plus populaire est Questionable Practices, qui comprend des histoires Up the Fire Road et Chop Wood, Carry Water. Elle a également édité The WisCon Chronicles 2: Provocative Essays on Feminism, Race, Revolution, and the Future avec L. Timmel Duchamp. Duchamp est connue dans la communauté féministe de la SF pour son premier roman Alanya to Alanya (2005), le premier d'une série de cinq intitulé The Marq'ssan Cycle. Alanya to Alanya se déroule sur une terre d'un futur proche contrôlée par une classe dirigeante dominée par les hommes, vaguement calquée sur le monde des affaires d'aujourd'hui. Duchamp a également publié un certain nombre de nouvelles et est éditrice pour Aqueduct Press. Lisa Goldstein est une autre autrice de SF féministe très respectée. La nouvelle Dark Rooms (2007) est l'une de ses œuvres les plus connues, et un autre de ses romans, The Uncertain Places, a remporté le prix Mythopoeic du meilleur roman pour adultes en 2012.
S'inspirant de l'univers de Mary Shelley qui véritablement crée le premier organisme cybernétique avec Frankenstein, Donna Haraway écrit en 1984 son célèbre essai féministe queer Manifeste cyborg, qui inspire profondément toute une génération d'écrivaines, de cinéastes et d'artistes,,. Nathalie Magnan traduit le livre en français en 2002.

## Les années 2000

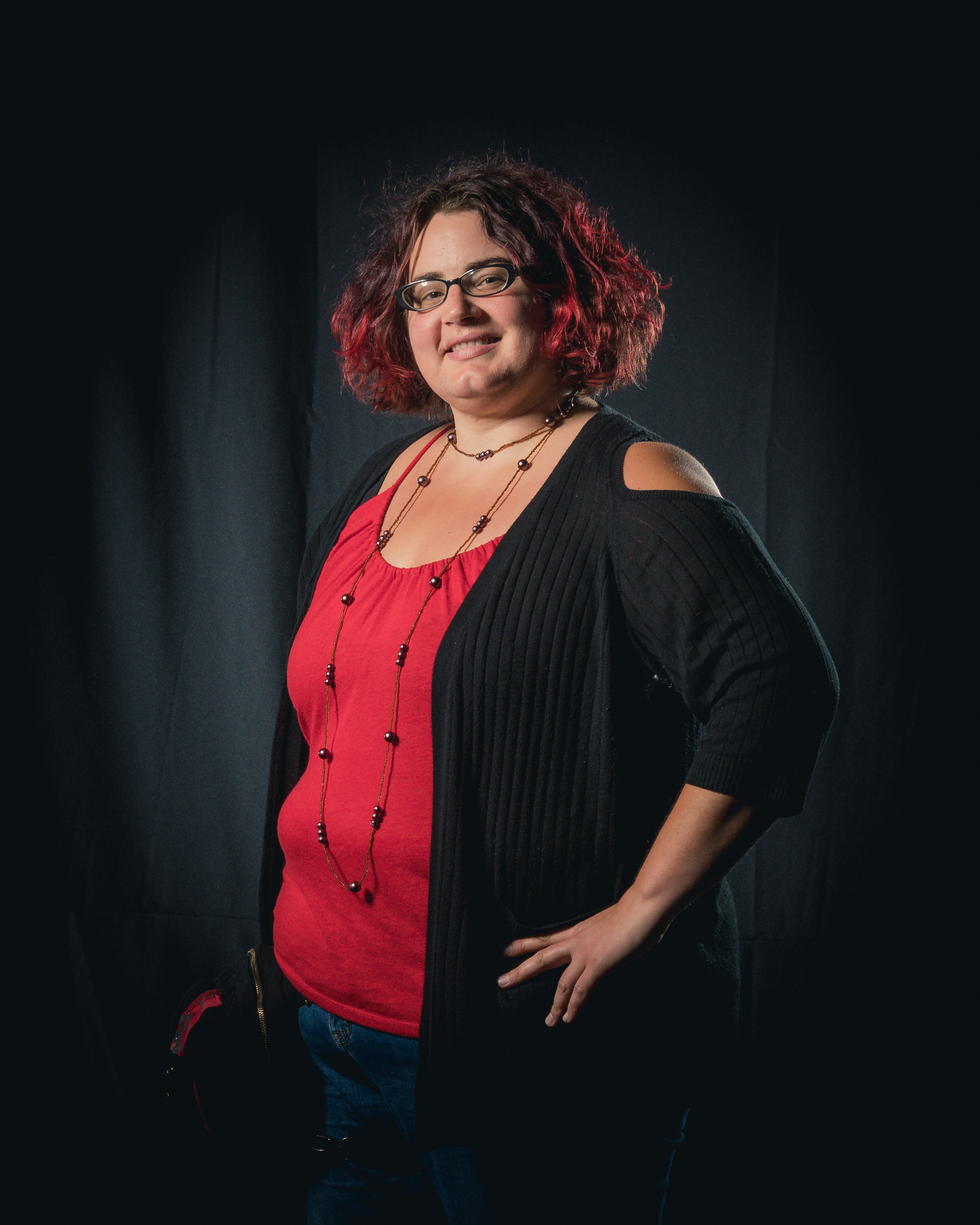
Photo de Kameron Hurley prise à la Worldcon 75, à Helsini, avant les prix Hugo.

Kameron Hurley remporte le prix Hugo pour son essai We Have Always Fought qui est inclus plus tard dans son recueil d'essai The Geek Feminist Revolution. Le livre examine les circonstances dans lesquelles les femmes et les minorités participent à la fiction de genre face à la misogynie numérique, comme dans les polémiques des Sad Puppies et du Gamergate, et les raisons culturelles de cette misogynie,. Kameron Hurley est également connue pour ses sagas apocalyptiques et violentes dans lesquelles les femmes tiennent des rôles très forts comme Les étoiles sont légion, qui se passe dans un monde unisexe.
Dans les années 2000 se développe plusieurs querelles opposant les initiatives visant à contester la diversité dans les milieux de la science-fiction et les milieux progressistes qui essaient d'introduire d'en introduire davantage. En 2009 surgit la notion de «RaceFail» pour les œuvres qui ne font pas apparaitre des personnes de couleur, et en 2014 ont lieu les controverses des Sad Puppies de l'altright pour infléchir les votes du prix Hugo.
Le Pouvoir (2016) de Naomi Alderman obtient le Baileys Women's Prize for Fiction en 2017. Dans un futur lointain, une femme rédige le récit de la fin du monde masculiniste, quand les femmes ont découvert leur pouvoir électrisant.
Les Oiseaux du temps de Ahmal El-Mohtar et Max Gladstone remporte plusieurs prix : le prix British Science Fiction de la meilleure fiction courte 2019, le prix Nebula du meilleur roman court 2019, le prix Hugo du meilleur roman court 2020 et le prix Locus du meilleur roman court 2020. Il campe l'histoire d'amour de deux entités guerrières, Red et Blue dans un échange épistolaire sur fond de guerre post apocalyptique. Le genre n'est pas clair bien que les deux entités utilisent les pronoms « elle ».
Ïan Larue (1958-) publie un essai en 2018 intitulé Libère-toi cyborg ! : le pouvoir transformateur de la science-fiction féministe qui souligne la continuité féministe dans la représentation de monstres (Frankenstein de Mary Shelley) de sorcières et la genèse du cyborg (Manifeste cyborg de Donna Harraway). Partant de l'univers de Mary Shellye qui véritablement crée le premier organisme cybernétique dont s'inspire plus tard Donna Haraway (1944-) pour écrire Manifeste cyborg, un autre essai qui inspirera profondément toute une génération d'écrivaines, de cinéastes et d'artistes,,,.
En 2018 également, Lisa Yaszek (1969-) écrit une anthologie, The Future Is Female! 25 Classic Science Fiction Stories by Women, from Pulp Pioneers to Ursula K. Le Guin: A Library of America Special Publication visant à sortir de l'ombre 25 autrices de science-fiction féministes entre 1928 et 1969. Lisa Yazsek estime le nombre de femmes entrant dans le domaine de la science-fiction à près de 300 pour les années entre 1926 et 1940, et 300 autres dans les années 1940 à 1960. 
Parmi les autrices dont les nouvelles ont été publiées dans cette anthologie figurent : Sonya Dorman avec Quand j'étais Miss Dow (1966), C. L. Moore avec Le Baiser du Dieu gris dans la série Jirel de Joiry, Kate Wilhelm avec Baby, You Were Great (1967), Marion Zimmer Bradley avec Another Rib (1963), Kit Reed The New You (1962), Alice Glaser The Tunnel Ahead (1961), Doris Pitkin Buck avec Birth of a Gardner (1961), Leslie F. Stone avec The Conquest of Gola (1931), Rosel George Brown avec Car Pool (1959), Leslie Perri (en) avc Space Episode (1941), Judith Merril That Only a Mother (1948), Wilmar H. Shiras Le secret (1948), Katherine Maclean Contagion (1950), Margaret St. Clair The Inhabited Men (1951), Zenna Henderson Ararat (1952), Andrew North All Cats Are Gray (1953),  Alice Eleanor Jones Created He Them (1955), Mildred Clingerman (en) Mr. Sakrison’s Halt (1956), Leigh Brackett All the Colors of the Rainbow (1957), Carol Emshwiller Pelt (1958),

## Thèmes récurrents
Les œuvres de science-fiction féministe sont souvent similaires dans les objectifs vers lesquels elles travaillent ainsi que dans les sujets et les intrigues sur lesquelles elles se concentrent afin d'atteindre ces objectifs. La science-fiction féministe est une science-fiction qui véhicule les idéaux féministes et la promotion de valeurs sociétales telles que l'égalité des sexes et l'élimination de l'oppression patriarcale. Les œuvres de science-fiction féministes présentent souvent des tropes récurrents dans la science-fiction en mettant l'accent sur les relations de genre et les rôles de genre. De nombreux éléments de la science-fiction, tels que les cyborgs et les implants, ainsi que les utopies et les dystopies, sont mis en contexte dans un environnement genré, offrant un réel contraste avec les relations de genre actuelles tout en restant œuvres de science-fiction.

### Sociétés utopiques et dystopiques
Les représentations des sociétés utopiques et dystopiques dans la science-fiction féministe mettent davantage l'accent sur les rôles de genre tout en contrant les philosophies anti-utopiques du XXe siècle. Des philosophes masculins tels que John Rawls, Isaiah Berlin et Michael Oakeshott critiquent souvent l'idée d'utopie, théorisant qu'il serait impossible d'établir une utopie sans violence et hégémonie. De nombreuses œuvres de science-fiction d'auteurs masculins ainsi que des fils de pensée utopique philosophique rejettent les utopies comme quelque chose d'inatteignable, alors que dans la science-fiction féministe, la société utopique est souvent présentée comme quelque chose à la fois réalisable et souhaitable.
Les philosophies anti-utopiques et la science-fiction féministe s'opposent quant à la possibilité de réaliser l'utopie. Dans « Rehabilitating Utopia: Feminist Science Fiction and Finding the Ideal », un article publié dans Contemporary Justice Review, les philosophes contre le rêve d'utopie soutiennent que « premièrement l'utopie justifie la violence, deuxièmement l'utopie dissout les désirs individuels en une norme commune, et troisièmement l'ail y a une attente que l'utopie impose une focalisation robotique sur la résolution de problèmes[pas clair] ». Dans la science-fiction féministe, les utopies se réalisent souvent à travers un désir collectif d'une société idéale. Un de ces romans est résumé dans l'article susmentionné, le roman Herland de Charlotte Perkins Gilman, dans lequel « Gilman capture parfaitement l'impulsion utopique selon laquelle tous les problèmes peuvent être résolus. Elle établit une société où toute réflexion sur une question vise la réponse rationnelle ». L'utopie de Gilman est présentée comme quelque chose d'atteignable et de réalisable sans conflit, ne permettant ni la violence ni l'extinction de l'individualisme.
Dans la trilogie Parabole de la romancière féministe de science-fiction Octavia E. Butler, les philosophies anti-utopiques sont critiquées via un cadre dystopique. Dans le premier roman, La Parabole du semeur, à la suite de la destruction de sa maison et de sa famille, Lauren Olamina, l'une des nombreuses personnes qui vivent dans une société dystopique et non gouvernée, cherche à former sa propre religion utopique intitulée « Earthseed ». La création utopique d'Olamina ne justifie pas l'utilisation de la violence comme moyen aussi opportun soit-il pour justifier la fin, ou réaliser l'utopie, aussi souhaitable soit-elle. Pourtant, elle ne peut éviter la violence, car elle ne résulte que de la promulgation d'idées différentes de celles de la majorité de celles et ceux qui vivent dans la structure sociale actuelle, aussi désorganisée et non gouvernée que cette structure sociale puisse être. Butler postule que la société utopique ne peut jamais être réalisée en tant qu'entité entièrement séparée du monde extérieur, l'une des croyances les plus répandues sur les conditions nécessaires pour réaliser l'utopie. L'utopie d'Olamina et de Butler est envisagée comme une communauté avec une vision partagée qui n'est pas imposée à tous en son sein.
Une tendance commune dans les utopies féministes de science-fiction est l'existence de mondes utopiques unisexes — le plus souvent féminins. Dans les œuvres littéraires, les utopies féminines sont dépeintes comme libres de conflits et intentionnellement libres d'hommes. Les utopies à genre unique de la science-fiction féminine sont exemptes des conflits que le féminisme vise à éliminer, tels que l'oppression patriarcale et l'inégalité des sexes inhérente à la société patriarcale. Dans une déclaration sur ces utopies sexospécifiques, Joanna Russ, auteur de L'Autre Moitié de l'homme, a théorisé que les sociétés exclusivement masculines n'ont pas été écrites parce que dans la société patriarcale, l'oppression masculine n'est pas un problème aussi urgent que l'oppression féminine.
L'utopie en tant qu'idéal à atteindre n'est pas un concept entièrement limité à la science-fiction féministe, mais de nombreuses œuvres de science-fiction non féministes rejettent souvent l'utopie comme un objectif irréalisable et, à ce titre, estiment que la poursuite de l'utopie devrait être considérée comme dangereuse et stérile. La théorie anti-utopique se concentre sur le « comment » dans la transition du présent à la société vers un futur utopique. Dans la science-fiction féministe, la réalisation d'un avenir utopique dépend de la capacité à reconnaître le besoin d'amélioration et de la persévérance à surmonter les obstacles présents dans la création d'une société utopique.

### Représentation des femmes
L'attrait le plus évident de la science-fiction pour les femmes écrivaines — féministes ou non — est peut-être les possibilités qu'elle offre pour la création d'une héroïne féminine. Les exigences de réalisme dans le roman contemporain ou historique fixent des limites qui ne lient pas les univers accessibles à la science-fiction. Bien que l'histoire de la science-fiction révèle peu d'images féminines héroïques, réalistes, voire originales, le genre avait un potentiel reconnu par les femmes écrivaines qui s'y intéressaient dans les années 1960 et 1970. Avant cette époque, l'attrait pour les femmes écrivaines n'était pas si grand. L'impact du féminisme sur le domaine de la science-fiction peut être observé non seulement dans les textes de science-fiction eux-mêmes, mais aussi dans le développement d'approches féministes de la critique et de l'histoire de la science-fiction, ainsi que dans les discussions et les débats dans la communauté de la science-fiction. L'un des principaux débats porte sur la représentation des femmes dans la science-fiction.
Dans son article Redefining Women's Power through Feminist Science Fiction, Maria DeRose suggère que « l'un des premiers grands socialistes a déclaré que le statut des femmes dans une société est un indice assez fiable du degré de civilisation de cette société. Si cela est vrai, alors le statut très bas des femmes dans la science-fiction devrait nous amener à nous demander si la science-fiction est civilisée ». Le mouvement des femmes a rendu la plupart d'entre elles conscientes du fait que la science-fiction a totalement ignoré les femmes. Ce « manque d'appréciation » est la principale raison pour laquelle les femmes se rebellent et se battent activement pour se faire remarquer sur le terrain de toute façon.
Virginia Wolf évoque cet aspect de la science-fiction féministe dans l'article « Feminist Criticism and Science Fiction for Children ». En évoquant la rareté des femmes dans le domaine, elle déclare : « Au cours de la première période, celle du XIXe siècle, apparemment seules deux femmes écrivaient de la science-fiction, Mary Shelley et Rhoda Broughton », et elle poursuit : « Au début du XXe siècle, quelques femmes étaient des écrivaines de science-fiction à succès ». Mais, « Les temps ont changé. La répression a cédé la place au questionnement et à la rébellion pure et simple, et dans la science-fiction des années 1960, des innovations stylistiques et de nouvelles préoccupations ont émergé. Nombre de leurs histoires se sont concentrées sur les effets que diverses sociétés ou perceptions pouvaient avoir sur les personnages individuels au lieu de traiter le matériel traditionnel de la science-fiction ». Andre Norton, une analyste de la science-fiction, argumente également dans ce sens. Alors que Norton explorait un ou plusieurs romans qu'elle rencontrait, elle réalisa que la création de personnages et la façon dont ils sont montrés avait un lien clair avec la situation du monde réel. À partir de là, elle approfondit les personnages de ces romans féministes et les relie au monde réel. Elle voulait faire passer l'idée que les féministes ont un moyen de faire entendre leur voix. Maintenant, toutes leurs œuvres sont suffisamment célèbres/populaires pour que leurs idées soient diffusées. Virginia Wolf peut attester de ce fait. Elle a introduit l'idée que les femmes n'étaient pas bien représentées dans le domaine jusqu'au début des années 1900 et a ajouté « Les femmes ne sont pas bien représentées dans la science-fiction » :16.
Les personnages individuels ont leur propre perception et observation de leur environnement. Les personnages de romans tels que Une fille branchée de James Tiptree, Jr et La Servante écarlate de Margaret Atwood sont pleinement conscients de la situation actuelle et de leur rôle dans la société. Cette idée est une continuation de l'argument présenté par André Norton. Wolf soutient le même point de vue dans son analyse de l'écriture d'Ursula K. Le Guin, qui a fait de nombreuses contributions aux œuvres de la science-fiction féministe. Wolf affirme : « Ce qui compte pour Le Guin, ce n'est pas l'apparence des gens ou leur comportement, mais s'ils ont ou non le choix et s'ils reçoivent ou non du respect pour qui ils sont et ce qu'ils font plutôt que sur la base du sexe. Le féminisme n'est pas pour elle une question sur le nombre de femmes (ou de personnages de science-fiction) qui sont femmes au foyer mais sur notre espoir de survie qui, selon elle, réside dans la recherche d'équilibre et d'intégration » :15. Cela soulève de nombreuses questions sur l'égalité (un débat qui dure depuis de nombreuses années) mais personne ne semble avoir de réponse. Dans cette recherche continuelle d'égalité, de nombreux personnages se retrouvent à poser la même question : « Le genre est-il nécessaire ? ». Robin Roberts, un historien de la littérature américaine, aborde le lien à ces personnages et ce que cela signifie pour la société actuelle. Roberts croit que les hommes et les femmes aimeraient être égaux, mais ne sont pas égaux. Ils devraient mener le même combat alors qu'en fait ils se combattent. Elle débat également du fait que l'égalité des sexes a été un problème dans tous les domaines du féminisme, pas seulement dans la science-fiction féministe. Wolf s'attaque également à ce problème. Comme elle l'explique dans « Is Gender Necessary? », La Main gauche de la nuit l'a convaincue que si les hommes et les femmes étaient complètement et véritablement égaux dans leurs rôles sociaux, égaux juridiquement et économiquement, égaux en liberté, en responsabilité et en estime de soi, [...] notre problème central ne serait pas celui qu'il est maintenant : le problème de l'exploitation — exploitation de la femme, du faible, de la terre » (p. 159)":13. La critique de la science-fiction a parcouru un long chemin depuis sa volonté défensive de créer un canon. Toutes ces autrices démontrent que la critique de la science-fiction aborde les mêmes questions que les autres critiques littéraires : la race, le genre et la politique du féminisme lui-même. Wolf estime qu'évaluant principalement des textes américains, écrits au cours des cent vingt dernières années, ces critiques situent les mérites de la science-fiction dans ses possibilités spéculatives. En même temps, cependant, toutes notent que les textes qu'elles analysent reflètent les enjeux et les préoccupations de la période historique au cours de laquelle cette littérature a été écrite. DeRose présente son article avec, en fait, le même argument. Selon elle, « le pouvoir des femmes dans la science-fiction s'est fortement déprécié ces dernières années » :70.
Le fait que la série Merlin (2008-2012) ai choisi de représenter Guenièvre sous les traits d'une servante noire est critiqué selon Anne Besson.

### Identité de genre
La science-fiction féministe offre aux autrices la possibilité d'imaginer des mondes et des futurs dans lesquels les femmes ne sont pas liées par les normes, les règles et les rôles qui existent dans la réalité. Au contraire, le genre crée un espace dans lequel la binarité de genre peut être troublée et différentes sexualités peuvent être explorées.
Comme l'explique Anna Gilarek, les questions de genre ont fait partie du discours féministe tout au long du mouvement féministe, et le travail de Joanna Russ et Marge Piercy explore et expose l'oppression basée sur le genre. Gilarek décrit deux approches de la critique sociale via la SF féministe : l'utilisation d'éléments fantastiques tels que « des mondes, des planètes, des lunes et des terres inventés », utilisés pour attirer l'attention sur les maux de la société en les exagérant, ou une approche plus simple, « en s'appuyant sur des techniques réalistes pour faire passer le message sur les carences de notre monde et de son organisation sociale, en particulier l'inégalité persistante des femmes ». Il existe de nombreux exemples de rôles de genre et d'identité de genre redéfinis dans la SF féministe, allant de l'inversion de l'oppression genrée à l'amplification des stéréotypes et des tropes de genre. Dans la nouvelle La Question de Seggri (en), d'Ursula K. Le Guin, les rôles de genre traditionnels sont complètement permutés. Les hommes sont relégués à des rôles d'athlètes et de prostitués tandis que les femmes contrôlent les moyens de production et ont un accès exclusif à l'éducation. Dans La Servante écarlate de Margaret Atwood, l'oppression sexiste est exagérée dans une société dystopique dans laquelle les droits des femmes sont dépouillés et les femmes fertiles sont reléguées au rôle de servantes qui porteront des enfants pour faire avancer la race humaine. De nouveaux livres poursuivent le thème dystopique des femmes vivant dans une société qui se conforme aux souhaits des hommes, au détriment des droits et du bien-être des femmes, comme dans le roman pour jeunes adultes de Louise O'Neill Only Ever Yours. Dans cet ouvrage, les femmes ne naissent plus naturellement mais sont génétiquement conçues avant la naissance pour se conformer aux désirs physiques des hommes, puis placées dans une école où on leur apprend à ne pas penser (on ne leur apprend jamais à lire), et à se concentrer sur l'apparence jusqu'à ce qu'elles soient évaluées pour leur beauté sur une échelle à l'âge de seize ans, les dix premières devenant les épouses d'hommes d'élite, les dix du milieu forcées au concubinage et les dix dernières forcées de continuer leur vie en tant qu'instructrices à l'école dans des conditions très humiliantes. À quarante ans, les femmes sont euthanasiées. Dans le roman post-apocalyptique, Rassemblez les filles, de Jennie Melamed, les femmes vivant dans une société insulaire sont exploitées sexuellement dès qu'elles sont filles, forcées de se marier à l'adolescence et, une fois devenues grand-mères, doivent se suicider.
Dans les années 1980 le groupe des Gaylaxians tente d'imposer aux scénaristes de StarTrek : Next generation la présence d'un personnage homosexuel pour correspondre au choix initial de donner une représentation variée en termes de genre et de race, la devise vulcane étant «Infinite diversity in infinite combinations». Le choix d'acteurs et d'actrices blanches pour représenter des personnages asiatiques de Ghost in the Shell est également critiqué.

#### La batailles des sexes en science-fiction
Au fil des décennies, les autrices de SF et autrices féministes de SF ont adopté des approches différentes pour critiquer le genre et la société genrée. Joanna Russ aborde le sujet de la « bataille des sexes » dans un article de 1980 intitulé Amor Vincit Foeminam: The Battle of the Sexes in Science Fiction retrace les différentes positions prises par les auteurs de SF sur ce thème récurrent et son implication pour la participation des femmes en science-fiction qui incite Justine Larbalestier à publier une thèse puis un livre sur le sujet,. Helen Merrick décline la transition de ce que Joanna Russ décrit comme la tradition de la « bataille des sexes » dans une approche plus égalitaire ou androgyne. Aussi connues sous le nom d'histoires de « femme dominante », les histoires de « bataille des sexes » présentent souvent des sociétés matriarcales dans lesquelles les femmes ont vaincu leurs oppresseurs patriarcaux et ont atteint la domination. Ces histoires sont représentatives d'une angoisse qui perçoit le pouvoir des femmes comme une menace pour la masculinité et la norme hétérosexuelle. Comme l'explique Merrick, « Et bien qu'elles puissent au moins faire allusion à la vision d'un ordre social genré plus égalitaire, cette possibilité est sapée en figurant le désir féminin d'une plus grande égalité en termes de pulsion masculine (stéréotypée) pour le pouvoir et la domination ». Des exemples de ces types d'histoires, écrites dans les années 1920 et 1930 jusqu'aux années 1950, incluent « Friend Island » de Francis Steven et « Via the Hewitt Ray » de Margaret Rupert ; en 1978, Marion Zimmer Bradley sort Les Ruines d'Isis (en), un roman sur un matriarcat futuriste sur une planète colonisée par les humains où les hommes sont extrêmement opprimés. Dans l'univers Darkover (Ténébreuse) de Marion Zimmer Bradley l'autrice introduit une large autonomie des femmes représentée à travers le peuple des Libres Amazones et la perspective de relations homosexuelles. 
Dans les années 1960 et 1970, les autrices féministes de SF sont passées de la bataille des sexes à l'écriture d'histoires plus égalitaires et d'histoires qui cherchaient à rendre le féminin plus visible. La Main gauche de la nuit d'Ursula Le Guin dépeint une société androgyne dans laquelle un monde sans genre pourrait être imaginé. Dans le roman court de James Tiptree, Jr Houston, Houston, me recevez-vous ? publié dans l'anthologie Aurora: Beyond Equality, les femmes peuvent être vues dans leur pleine humanité en raison de l'absence d'hommes dans une société post-apocalyptique. Les œuvres de Joanna Russ, notamment Lorsque tout changea et L'Autre Moitié de l'homme sont d'autres exemples issus de al tradition de la bataille des sexes de récits explorant la question de la féminité et proposant une « déconstruction de la femme « entière » acceptable et libérale pour affirmer un sens postmoderne multiple et changeant de l'individualité féminine. Selon Gérard Klein dans Le livre des préfaces Le Rivage des femmes de Pamela Sargent et L'Autre Moitié de l'homme traitent tous deux d'un trope régulier de la science-fiction féministe, à savoir la ségrégation des sexes dans la batailles des sexes.

## Bandes dessinées et romans graphiques

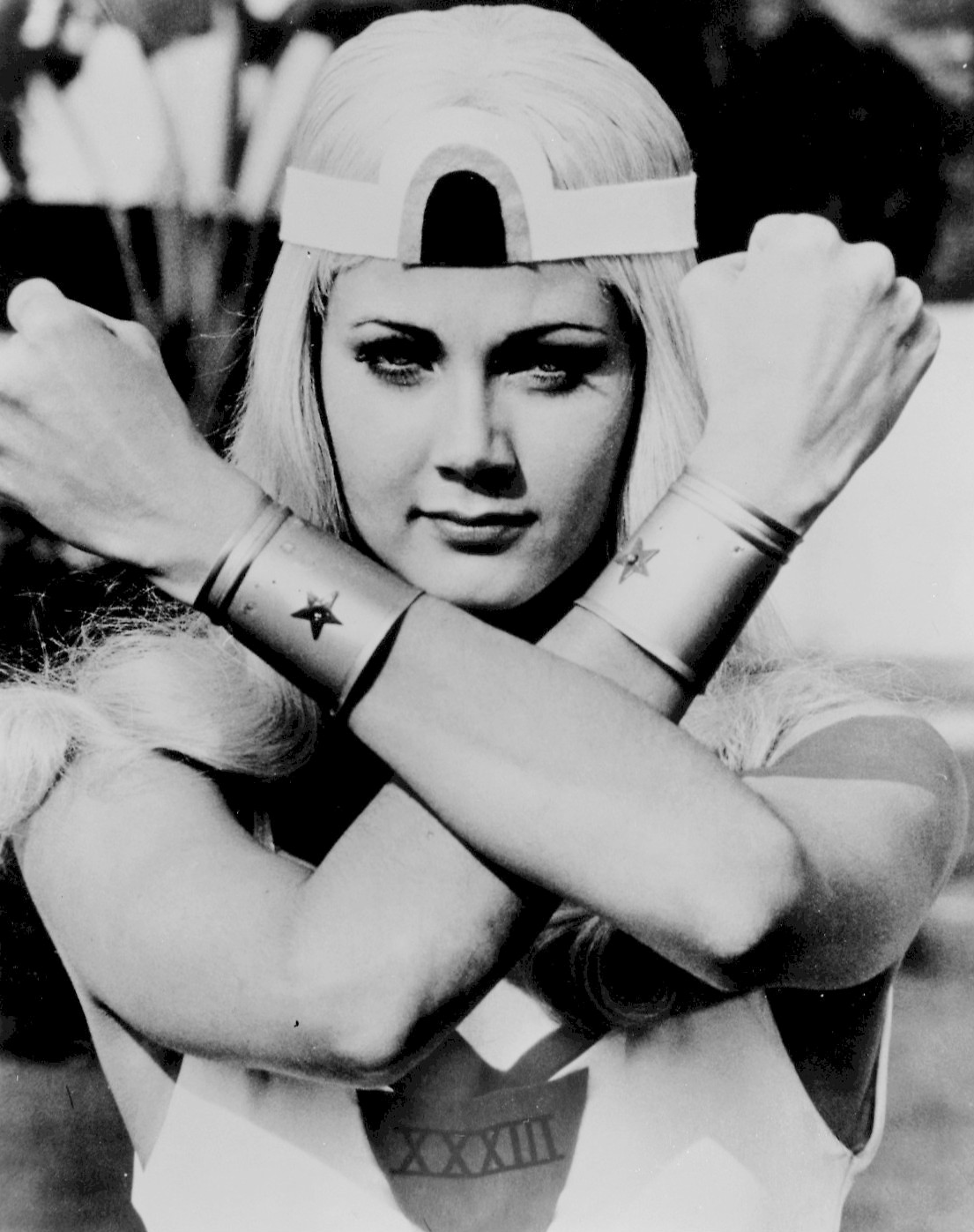
Photo de Lynda Carter en tant que Wonder Woman.

La science-fiction féministe est mise en évidence dans les médias mondialement populaires que sont les bandes dessinées, les mangas et les romans graphiques. L'une des premières apparitions d'un personnage féminin fort a été celle de la super-héroïne Wonder Woman, co-créée par William Moulton Marston et Elizabeth Holloway Marston. En décembre 1941, Wonder Woman a pris vie sur les pages de All Star Comics et, dans les années qui ont suivi, s'est réincarnée dans des séries télévisées d'animation en films d'action réelle, avec un impact culturel important. Au début des années 1960, Marvel Comics contenait déjà des personnages féminins forts, bien qu'elles souffrent souvent de faiblesses féminines stéréotypées telles que des évanouissements après un effort intense. Dans les années 1970 et 1980, de véritables héroïnes féminines ont commencé à émerger sur les pages de bandes dessinées. Cela a été facilité par l'émergence d'écrivaines féministes auto-identifiées, notamment Ann Nocenti, Linda Fite et Barbara Kesel. Au fur et à mesure que la visibilité féminine dans les bandes dessinées augmentait, le type de l'« héroïne évanouie » a commencé à disparaître. Cependant, certaines auteures de bandes dessinées, comme Gail Simone, pensent que les personnages féminins sont encore relégués aux dispositifs d'intrigue (voir Femme dans le frigo).
Le féminisme dans le manga shōjo de science-fiction a été un thème dans les œuvres de Moto Hagio entre autres, pour qui les écrits d'Ursula K. Le Guin ont été une influence majeure.

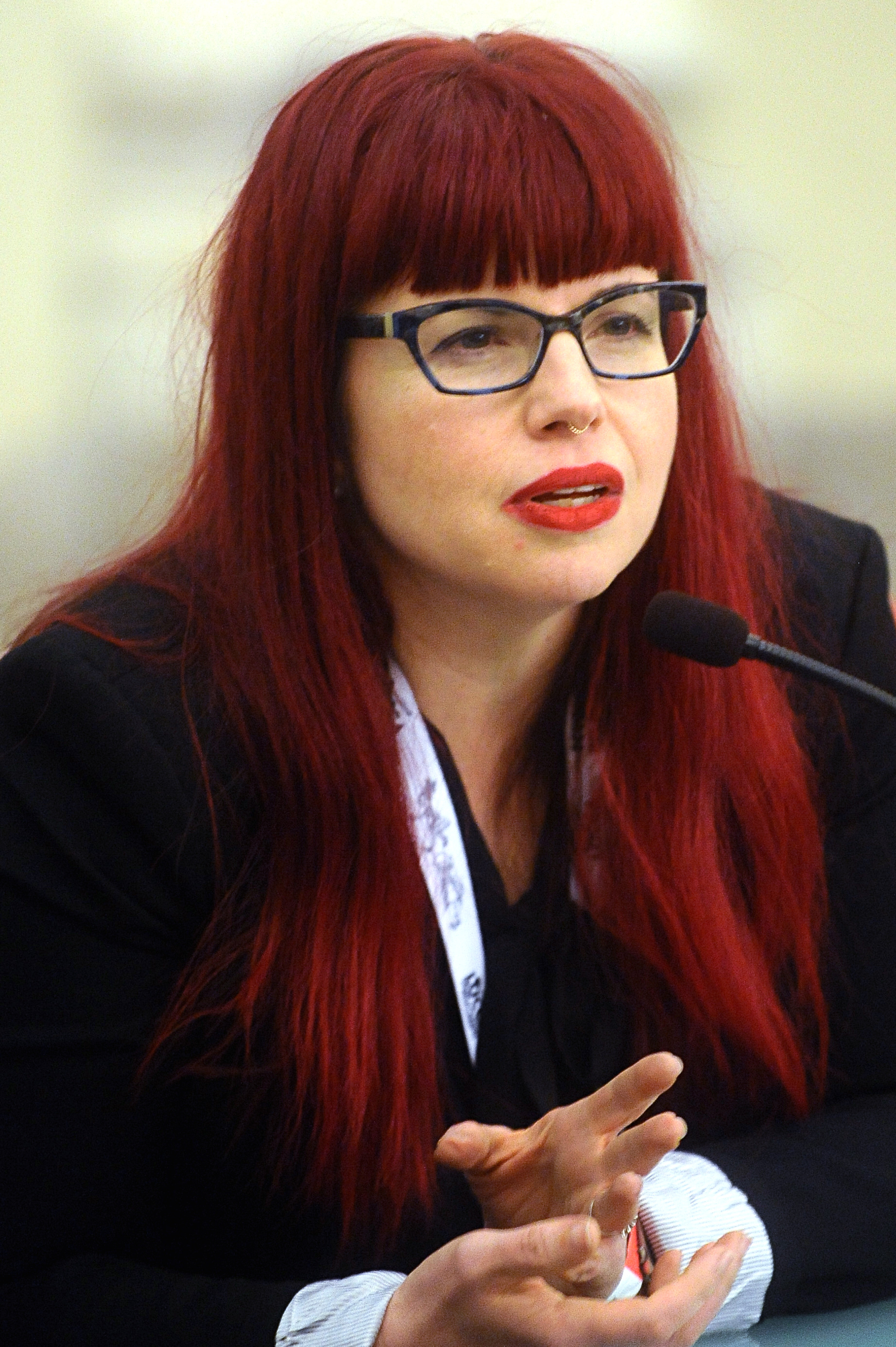
Kelly Sue DeConnick au Lucca Comics and Games en 2015.

Bitch Planet, bande dessinée américaine créée par la scénariste Kelly Sue DeConnick explore le thème de l'exploitation et des films de prison pour femmes des années 1960 et 1970 », en proposant un changement narratif sur le thème de l'oppression des femmes. La série est une parodie féministe du cinéma d'exploitation. Elle se déroule dans une société dystopique où des femmes déclarées non conformes sont envoyées dans une prison située sur une planète lointaine,.

## Film et télévision
Le féminisme a conduit à la création d'un corpus considérable de science-fiction orientée vers l'action avec des protagonistes féminins : Wonder Woman (créée à l'origine en 1941) et Super Jaimie à l'époque du mouvement féministe organisé dans les années 1970 ; Terminator 2 : Le Jugement Dernier et la tétralogie Alien dans les années 1980 ; et Xena, la princesse guerrière, le personnage de bande dessinée Red Sonja et Buffy contre les vampires. La série télévisée de science-fiction de 2001 Dark Angel mettait en vedette une protagoniste féminine puissante, avec des rôles de genre entre elle et le personnage masculin principal généralement inversés.
Cependant, les féministes ont également créé de la science-fiction qui s'engage directement avec le féminisme au-delà de la création de héroïnes féminines d'action. La télévision et le cinéma ont offert des occasions d'exprimer de nouvelles idées sur les structures sociales et la manière dont les féministes influencent la science. La science-fiction féministe fournit un moyen de remettre en question les normes de la société et de suggérer de nouvelles normes sur la façon dont les sociétés perçoivent le genre. Le genre traite également des catégories masculin/féminin, montrant comment les rôles féminins peuvent différer des rôles féminins. Par conséquent, le féminisme influence l'industrie cinématographique en créant de nouvelles façons d'explorer et de regarder la masculinité/féminité et les rôles masculins/féminins. Un exemple contemporain de télévision de science-fiction féministe peut être trouvé dans Orphan Black, qui traite des questions de justice reproductive, de science, de genre et de sexualité.
Sense8 et Matrix de Lana et Lilly Wachowski introduisent des changements dans la représentation du genre et de la sexualité.

## Fandom
Dans les années 1970, la communauté de la science-fiction était confrontée aux questions du féminisme et du sexisme au sein même de la culture de la science-fiction. Susan Wood, écrivaine et professeure de littérature lauréate de plusieurs prix Hugo, et d'autres ont organisé le panel féministe à la Convention mondiale de science-fiction de 1976 en rencontrant une résistance considérable :291. Les réactions à l'apparition de féministes dans les rangs de fans ont conduit indirectement à la création de A Women's APA et de la WisCon.
La science-fiction féministe est parfois enseignée au niveau universitaire pour explorer le rôle des constructions sociales dans la compréhension du genre.

## Ouvrages
Dans les années 1970, les premières publications féministes de science-fiction voient le jour. Les plus connus sont les fanzines The Witch and the Chameleon (1974-1976) et Janus (1975-1980), devenu plus tard Aurora SF (Aurora Speculative Feminism) (1981-1987), Windhaven, A Journal of Feminist Science Fiction a été publié de 1977 à 1979 par Jessica Amanda Salmonson, à Seattle. Des numéros spéciaux de magazines liés aux rencontres de science-fiction sont également publiés à cette époque, comme le fanzine du symposium de Khatru Women in Science Fiction en 1975.

## Œuvres critiques
- Femspec  (ISSN 1523-4002) (LCCN sn99008204) (OCLC 55471482)

Femspec est une revue universitaire féministe spécialisée dans les travaux qui remettent en question le genre à travers des genres spéculatifs, notamment la science-fiction, la fantasy, le réalisme magique, les explorations mythiques dans la poésie et la fiction post-moderne, et l'horreur. Il y a une orientation multiculturelle consciente de la revue, à la fois dans le contenu et dans la composition diversifiée de son groupe éditorial. Le premier numéro est sorti en 1999 sous la direction éditoriale de la fondatrice, Batya Weinbaum, qui en est toujours la rédactrice en chef. Femspec est publié en 2021 et a amené plus de 1 000 autrices, critiques et artistes à publier. Ayant perdu leur foyer universitaire en mai 2003, elles traversent de plus en plus les genres et impriment des articles sur tous les livres et médias reçus, ainsi que sur les événements qui présentent des œuvres créatives qui défient de manière imaginative le genre, telles que les communautés intentionnelles, événements de performance et les festivals de cinéma.

## Œuvres liées
- Aurora: Beyond Equality, anthologie de science-fiction féministe éditée par Vonda N. McIntyre et Susan Janice Anderson et publiée en 1976.
- Houston, Houston, me recevez-vous ?, roman court de James Tiptree, Jr. (pseudonyme d'Alice Sheldon) de 1978.
- How to Suppress Women's Writing de Joanna Russ, publié en 1983
- To Write Like a Woman de Joanna Russ, publié en 1995.
- We Have Always Fought: Challenging the Women, Cattle and Slaves Narrative de Kameron Hurley, publié en 2013.
- The Geek feminist Revolution, de Kameron Hurley, publié en 2016.
- Anne-Sophie Devriese (France-Belgique), Biotanistes, Hélios éd., 642 p.  (ISBN 978-2-3768-6612-1)

#### Ouvrages
- (en) John Clute et Peter Nicholls, The Encyclopedia of Science Fiction, New York, 2nd, 1993 (ISBN 9780312134860)
- (en) Marleen S. Barr, Lost in space : probing feminist science fiction and beyond, University of North Carolina Press, 1993 (ISBN 0-8078-2108-X, 978-0-8078-2108-4 et 0-8078-4421-7, OCLC 27725978, lire en ligne)
- (en) Marleen S. Barr, Feminist Fabulation: Space/Postmodern Fiction, University of Iowa Press, 1992 (ISBN 978-0-87745-377-2, DOI 10.2307/j.ctt20h6vjv, lire en ligne). .
- (en) Bradford W. Wright, Comic Book Nation: The Transformation of Youth Culture in America, Baltimore, Johns Hopkins University Press, 2003 (ISBN 9780801865145, lire en ligne) Preview.
- (en) Justine Larbalestier, Daughters of earth : feminist science fiction in the twentieth century, Wesleyan University Press, 2006 (ISBN 0-8195-6675-6, 978-0-8195-6675-1 et 0-8195-6676-4, OCLC 62161157, lire en ligne ). .
- (en) Lisa Yaszek, Galactic suburbia : recovering women's science fiction, Ohio State University Press, 2008 (ISBN 978-0-8142-1075-8, 0-8142-1075-9 et 978-0-8142-5164-5, OCLC 165081945).
- (en) Justine Larbalestier, The battle of the sexes in science fiction, Wesleyan University Press, 2002 (ISBN 0-8195-6526-1, 978-0-8195-6526-6 et 0-8195-6527-X, OCLC 48810646)
- (en) Sarah, In the chinks of the world machine : feminism and science fiction, SilverWood Books, 2012 (ISBN 978-1-78132-050-1 et 1-78132-050-0, OCLC 974332422, consulté le=2023-02-19). .
- Ïan Larue, Libère-toi Cyborg! : le pouvoir transformateur de la science-fiction féministe, 2018 (ISBN 978-2-36624-372-7 et 2-36624-372-3, OCLC 1061272743). .

#### Anthologies
- (en) Lisa Yaszek, The future is female! : 25 classic science fiction stories by women, from pulp pioneers to Ursula K. Le Guin, 2018 (ISBN 978-1-59853-580-8 et 1-59853-580-3, OCLC 1055674248). contient : The Miracle of the Lily (1928) de Clare Winger Harris,  The Conquest of Gola (1931) de Leslie F. Stone, The Black God’s Kiss (1934) de C.L. Moore,  Space Episode (1941) de Leslie Perri, That Only a Mother (1948) de Judith Merril,  In Hiding (1948) de Wilmar H. Shiras, Contagion (1950) de Katherine MacLean,  The Inhabited Men (1951) de Margaret St. Clair, Ararat (1952) de Zenna Henderson,  All Cats Are Gray (1953) de Andrew North,  Created He Them (1955) de Alice Eleanor Jones, Mr. Sakrison’s Halt (1956) de Mildred Clingerman, All the Colors of the Rainbow (1957) de Leigh Brackett, Pelt (1958) de Carol Emshwiller, Car Pool (1959) de Rosel George Brown, For Sale, Reasonable (1959) de Elisabeth Mann-Borgese,  Birth of a Gardner (1961) de Doris Pitkin Buck, The Tunnel Ahead (1961) de Alice Glaser, The New You (1962) de Kit Reed,  Another Rib (1963) de John Jay Wells et Marion Zimmer Bradley, When I Was Miss Dow (1966) de Sonya Dorman, Baby, You Were Great (1967) de Kate Wilhelm, The Barbarian (1968) de Joanna Russ, The Last Flight of Dr. Ain (1969) de James Tiptree, Nine Lives (1969) de Ursula K. Le Guin.

#### Articles académiques
- Hélène Breda, « Science-fiction féministe, des œuvres aux fans », ReS Futurae. Revue d’études sur la science-fiction, no 13,‎ 30 mars 2019 (ISSN 2264-6949, DOI 10.4000/resf.2271, lire en ligne, consulté le 4 avril 2022)
- Veronica Hollinger, « Tendances contemporaines en critique de science-fiction, 1980-1999 », ReS Futurae. Revue d’études sur la science-fiction, no 1,‎ 21 décembre 2012 (ISSN 2264-6949, DOI 10.4000/resf.167, lire en ligne, consulté le 14 mars 2022)

#### Entrées d'encyclopédies et de dictionnaires
- (en) « SFE: Women SF Writers », sur sf-encyclopedia.com (consulté le 14 mars 2022)
- « Science fiction et utopie féminine » , sur www.dictionnaire-creatrices.com (consulté le 14 mars 2022)
- (en) Elyce Rae Helford et al., The Greenwood Encyclopedia of Science Fiction and Fantasy: themes, works and wonders [« L'encyclopédie Greenwood de la science-fiction et de la fantasy : thèmes, œuvres et merveilles »] (féminisme), Westport (Connecticut), Greenwood Press, 2005, 1395 p. (ISBN 9780313329500, 9780313329517 et 9780313329531, OCLC 440619324), p. 289–291

#### Articles de presse
- « La cyborg, héroïne féministe », Le Temps,‎ 26 novembre 2018 (ISSN 1423-3967, lire en ligne, consulté le 4 avril 2022)
- « Trois raisons de relire... “Chanur”, une science-fiction féministe et novatrice », sur Télérama, 4 avril 2019 (consulté le 4 avril 2022)
- « Pourquoi il faut lire Chroniques du Pays des Mères, roman culte de la SF féministe », sur Numerama, 27 novembre 2019 (consulté le 4 avril 2022)
- « 13 œuvres de SF et fantasy d'autrices dont on aimerait une adaptation », sur Numerama, 1er octobre 2021 (consulté le 4 avril 2022)
- « Science-fiction : pourquoi il faut absolument lire Ursula Le Guin », sur usbeketrica.com (consulté le 4 avril 2022)
- « Explorer la SF et la fantasy féministe », sur La Presse+, 5 juin 2019 (consulté le 4 avril 2022)
- « Quels sont les meilleurs romans de SF féministes ? 7 autrices livrent leurs choix », sur Numerama, 31 juillet 2019 (consulté le 4 avril 2022)
- « SF : une littérature de genres ? », sur France Culture (consulté le 4 avril 2022).
- « Libère-toi cyborg ! : le pouvoir transformateur de la science-fiction féministe : livre à découvrir sur France Culture », sur France Culture (consulté le 15 mars 2022).
- Léa Polverini, « La science-fiction du futur sera queer ou ne sera pas », sur Slate.fr, 31 mai 2020 (consulté le 4 avril 2022).
- Nicolas Winter, « L’imaginaire au féminin : Si l’imaginaire m’était conté différemment… », sur Just a word, 19 mai 2019 (consulté le 12 octobre 2022)